# Zwolle
Zwolle (uitspraakⓘ) is de hoofdstad van de Nederlandse provincie Overijssel en een hanzestad.
Zwolle ligt aan het Zwarte Water en de Overijsselse Vecht en is via het Zwolle-IJsselkanaal verbonden met de IJssel. De stad ligt in de regio IJsseldelta. De gemeente telt 133.141 inwoners (22 november 2024) en is qua inwoneraantal de negentiende gemeente van Nederland. Zwolle heeft een oppervlakte van 111,33 km².

## Geschiedenis

### Middeleeuwen
Zwolle is in de middeleeuwen ontstaan op een dekzandrug tussen de IJssel en de Overijsselse Vecht aan het riviertje de Aa. Dit was een hoger gelegen en bewoonbare plek in het verder moerassige landschap. Zo'n plek werd destijds een 'suol' genoemd. De zandrug is nog altijd zichtbaar door de hoogteverschillen in de stad. Zo ligt de Sassenstraat hoger dan het Grote Kerkplein.

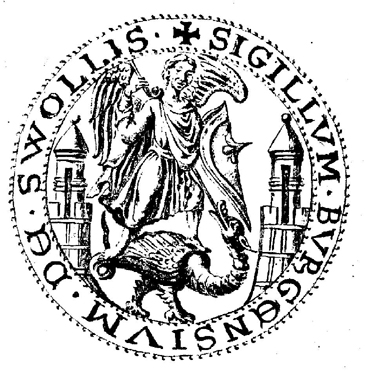
Stadszegel uit 1295 met afbeelding van Sint-Michaël die een basilisk doodt

De oudste sporen van bewoning stammen uit de jonge steentijd. Rondtrekkende stammen bewoonden toen de dekzandruggen. In sommige bronnen worden deze stammen ook wel aangeduid als het Isalavolk, naar de Latijnse naam van de IJssel.
Bij de aanleg van Ittersumerbroek, een wijkgedeelte van Zwolle-Zuid, zijn in 1993 grondsporen gevonden van twee paalcirkels uit de bronstijd. Deze worden ook wel het Woodhenge van Zwolle genoemd.
De oudste schriftelijke vermelding, uit 1040, spreekt over een aan Sint-Michaël gewijde parochiekerk. In 1230 kreeg Zwolle van zijn landheer de Utrechtse bisschop Wilbrand van Oldenburg stadsrechten als dank voor hulp bij het bouwen van een burcht in Hardenberg. Dit naar aanleiding van de Slag bij Ane.
Bij de stadsbrand van 1324, bewust aangestoken door roofridder Zweder van Voorst, ging de stad bijna geheel in vlammen op. Negen gebouwen, waaronder de kapel en de refter van het Bethlehemklooster, bleven staan, omdat ze van steen waren gebouwd. Na de brand werd de stad herbouwd richting het westen. Op de plattegrond is nog verschil te zien tussen het grillige stratenpatroon in het oostelijke deel van de binnenstad, dat dateert van voor de brand, en het veel regelmatiger stratenpatroon van na de brand.
De Latijnse school van Zwolle, het huidige Gymnasium Celeanum, verwierf onder rector Johan Cele (1375-1415) grote faam. Geïnspireerd door de Moderne Devotie bracht hij nieuwe geestelijke, pedagogische en sociale inzichten in praktijk. Zijn onderwijsvernieuwing zou al snel navolging krijgen op scholen in met name Nederland en Duitsland. In de vijftiende eeuw, de "Gouden Eeuw" van de stad, breidde de Moderne Devotie, die door Geert Grote aanvankelijk in Deventer was gestart, zich mede vanuit Zwolle uit over een groot deel van Europa. In het begin van deze eeuw was het Thomas a Kempis, kopiist en mysticus, die na zijn schooltijd in Deventer in een klooster op de Agnietenberg was gaan wonen en een gekend inspirator van deze beweging werd. Aangenomen wordt dat latere Paus Adrianus VI rond 1470 in Zwolle aan de Latijnse school les kreeg.
De Gouden Eeuw van Zwolle was evengoed te danken aan het feit dat de stad in 1407 als handelsstad, vermoedelijk voor de tweede keer, toetrad tot de Hanze. Aan de macht van de gilden in het stadsbestuur (1413-1416) maakte bisschop Frederik van Blankenheim een hardhandig einde in de Lucienacht van 1416. In 1438 verkreeg Zwolle stapelrecht van bisschop Rudolf van Diepholt. De keizer van het Heilige Roomse Rijk bevestigde in 1448 de stadsrechten van Zwolle door de stad op te nemen onder de steden van het Duitse Rijk. Tegelijkertijd met Deventer en Kampen werd Zwolle in 1495 door Keizer Maximiliaan I erkend als Vrije Rijksstad.

### Tachtigjarige Oorlog en de Republiek

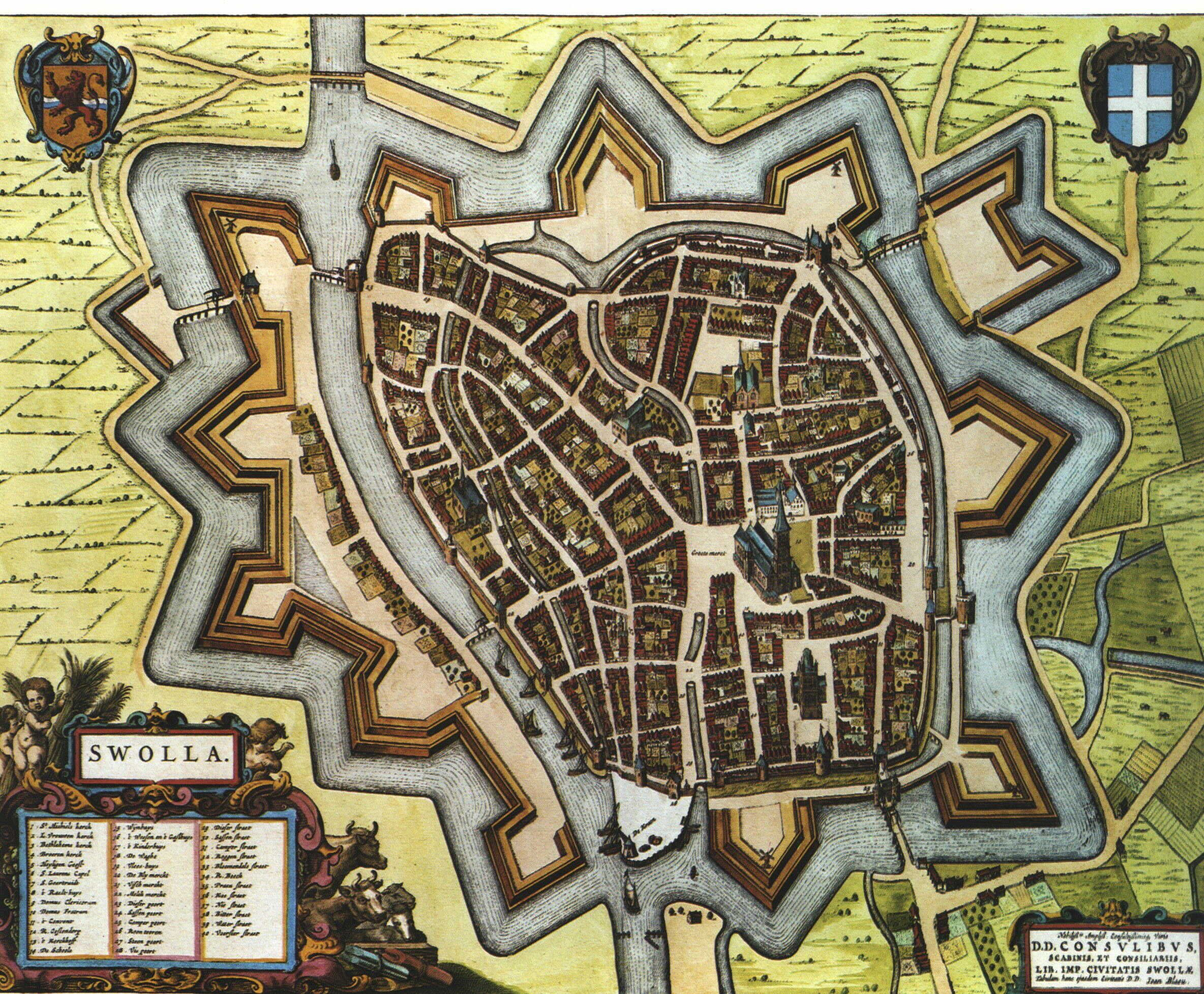
Zwolle op een kaart van Blaeu (1652)

In augustus 1572 werd Zwolle veroverd door Willem van den Bergh, een zwager van Willem van Oranje. Maar na het uitmoorden van de bevolking van Zutphen op 16 november 1572 door de Spaanse troepen van Don Frederik, gaf de stad zich met enkele andere steden vrijwillig over om verder bloedvergieten te voorkomen.
De Staten van Overijssel deden in eerste instantie niet mee aan de Unie van Utrecht, die bedoeld was als militair verbond tegen de oprukkende Spaanse troepen. Maar toen de stadhouder van Friesland, Groningen, Drenthe en Overijssel – George van Lalaing – op 3 maart 1580 overliep naar Spanje, maakten de Zwollenaren duidelijk dat zij de opstand niet wilden verlaten en erkenden de stadhouder niet langer. Ene Lubert Ulger ontketende een opstand in Zwolle, en op 15 juni wist hij met een groep calvinistische opstandelingen de katholieken en Spaanse soldaten te verslaan in een straatgevecht in de Diezerstraat. Na een bemiddeling van Willem van Oranje kreeg van Lalaing alleen Groningen mee naar de Spaanse zijde, en sloten Overijssel en Drenthe zich aan bij de Unie van Utrecht.
Tijdens Parma's negen jaren was Zwolle de enige stad die niet door de Spanjaarden werd heroverd. Tijdens de Tien jaren van Maurits van Oranje was de stad een militaire basis vanuit waar Overijssel en Gelderland konden worden heroverd. In de Republiek der Nederlanden had Overijssel geen echte hoofdstad, de staten bestond uit afgevaardigden van Deventer, Kampen, Zwolle en de Overijsselse Ridderschap. De vergaderingen vonden afwisselend plaats in een van de drie steden.

### Franse tijd en de 19e eeuw

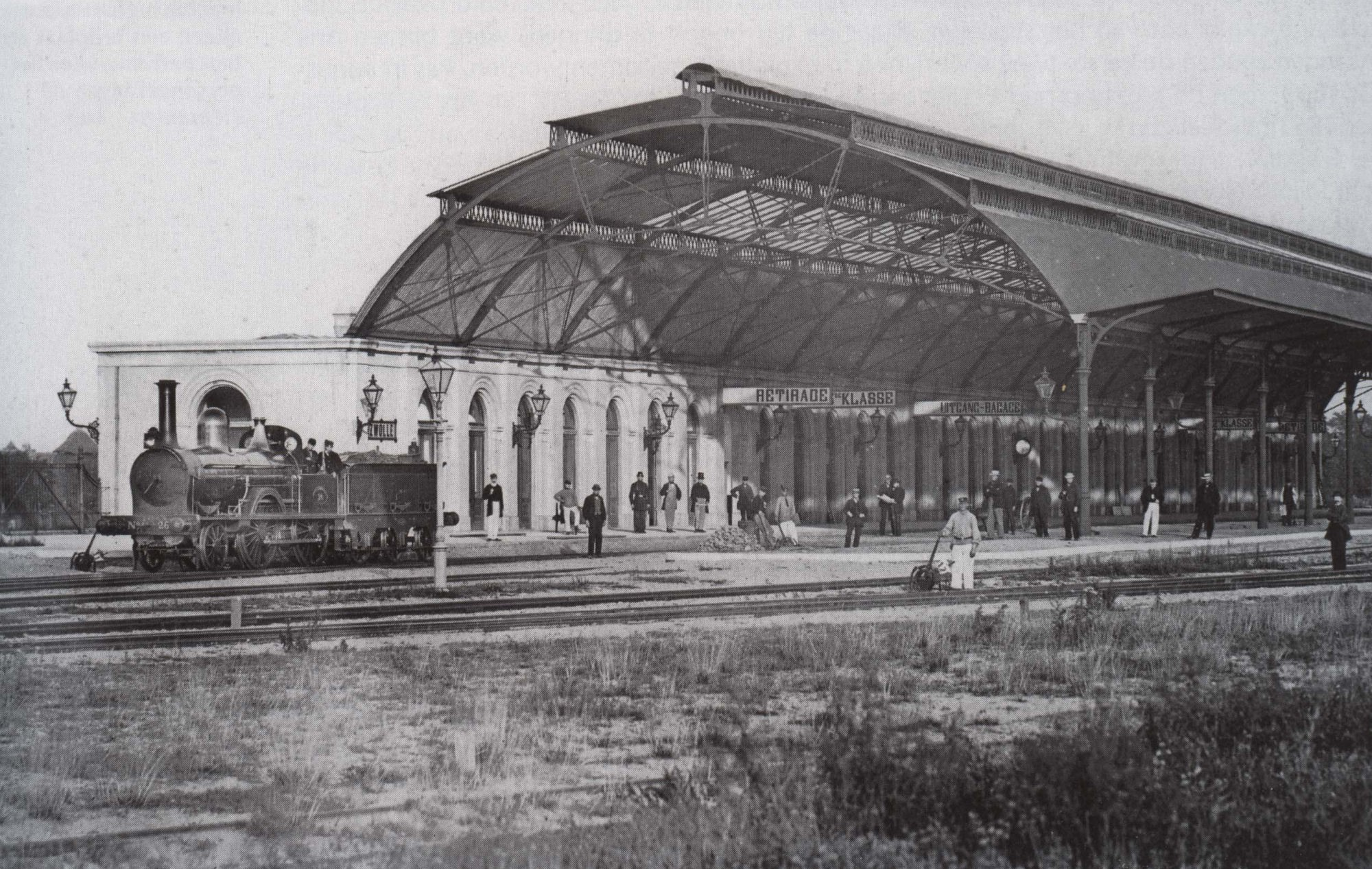
Station Zwolle in aanbouw: het station droeg bij aan de bevolkingsgroei die vanaf 1870 een vlucht nam

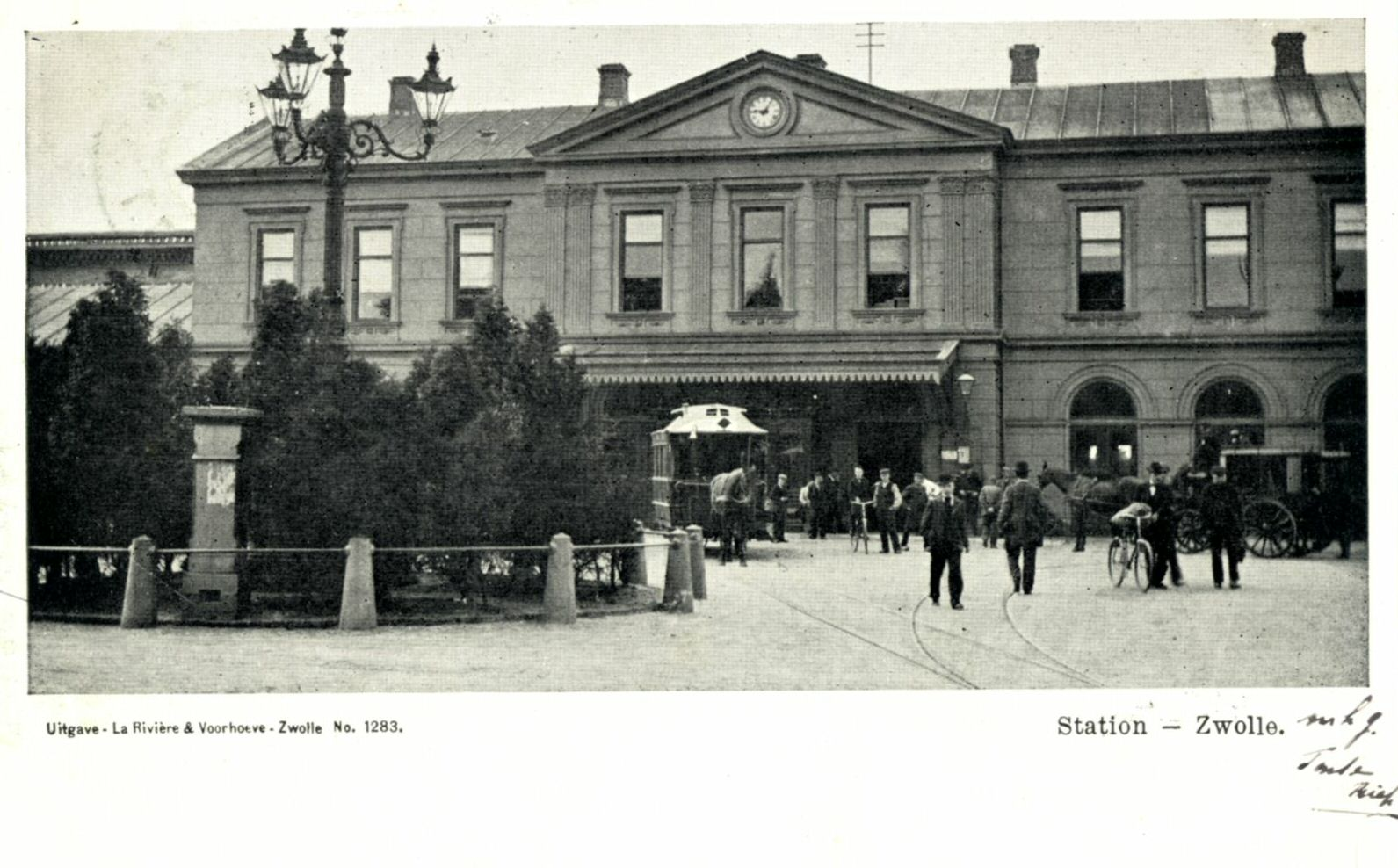
Paardentram bij het station van Zwolle

Pas in de Franse tijd in 1798 kreeg Zwolle de status van hoofdstad, eerst van het Departement van de Oude IJssel, daarna van het Departement Overijssel en na de inlijving door het Eerste Franse Keizerrijk, van het Departement Monden van de IJssel of Bouches-de-l'Yssel. Na het vertrek van de Fransen werd Zwolle hoofdstad van de provincie Overijssel.
Op 7 juli 1837 werd op de Grote Markt de laatste Zwolse doodstraf door scherprechter Hendrikus Esman (scherprechter voor Overijssel 1827-1845) uitgevoerd. De uit Wijhe afkomstige Albert Wetterman werd tot deze straf veroordeeld vanwege de moord op zijn vrouw Gerritdina Lankhorst.
Rond 1870 nam het bevolkingsaantal van de stad sterk toe. De oorzaak lag hoofdzakelijk bij het verkrijgen van een spoorwegstation (1876). De Maatschappij tot Exploitatie van de Staatsspoorwegen opende in 1870 ook nog een Centrale Werkplaats voor het onderhoud van de treinen. Al snel waren hier 600 mensen werkzaam. Buiten de stad werd een nieuw stadsdeel ontwikkeld, Assendorp. Hier werd voor het eerst in Zwolle sociale woningbouw toegepast. De eerste huizen kwamen tussen het Weezenland en de Bartjensstraat. De Vereniging tot bevordering van Fabrieks- en Handelsnijverheid bouwde 20 huizen, waar één gulden huur per week voor moest worden betaald. Zo’n huis bestond uit een lange gang, twee vertrekken en een poepton buiten. De huurders van het VFH-departement kregen later de mogelijkheid om een huisje te kopen, het ging om de woningen in de Enkstraat, naast houthandel Van Raalte. In 1878 werden er 25 nieuwe huizen gebouwd aan de Bartjensstraat, deze waren voor de arbeiders van de azijnfabriek Heerkens Schaepman & Co. die in 1807 was opgericht op de plek waar later de Isalaklinieken (locatie Weezenlanden) hebben gestaan. In 1894 opende Henri Gorter aan de Thomas à Kempisstraat de eerste stoom schaatsenfabriek in Nederland waar schaatsen machinaal vervaardigd werden.
Aansluitend op de spoorwegen werd een stadspaardentram vanaf 1885 geëxploiteerd door de Zwolsche-Tramwegmaatschappij (ZTM) op kaapspoor. Naast een stadslijn exploiteerde de maatschappij ook een tramlijn naar Katerveer. De stadstram werd opgeheven in 1919. Eveneens op kaapspoor is er vanaf 1914 de lokale tramlijn Zwolle – Blokzijl met een exploitatie van stoomstrams. Deze tramlijn werd opgeheven in 1934. Eveneens op kaapspoor krijg het regionale tramnet van de Dedemsvaartsche Stoomtramweg-Maatschappij in 1895 een eindstation in Zwolle bij de Brink. Daar kon worden overgestapt op de paardentram. Na de Tweede Wereldoorlog werd het regionaal tramnet opgeheven.
Op 28 mei 1932 werd de Zuiderzee afgesloten van de Noordzee, waardoor Zwolle sindsdien niet meer rechtstreeks met de wereldzeeën verbonden is.

### Tweede Wereldoorlog
In Zwolle (Zwollerkerspel) werden de verkeersbrug en de spoorbrug over de IJssel opgeblazen op 10 mei 1940. Daarmee viel ook de telefoonverbinding met Noord-Nederland weg, die via deze bruggen liep. In Zwolle werd een van de drie bureaus van de burgerlijke stand voor Duitsers gevestigd. Ook kreeg Zwolle een van de 57 door de Duitsers ingestelde arbeidsbureaus.
Zwolle kreeg een zogenaamde 'Joodsche Raad', opgericht in opdracht van de Duitsers. Tijdens de Tweede Wereldoorlog werden 495 joodse inwoners van Zwolle door de bezetter weggevoerd en in concentratiekampen omgebracht. Een joods echtpaar beroofde zich van het leven met de Duitsers voor de deur, en twee joden zijn omgebracht door het verzet in Hattem. Ook zijn er op diverse plaatsen in de stad mensen gefusilleerd die zich op enigerlei wijze verzetten tegen de bezetter.
Diverse monumenten in de stad herinneren hieraan, zoals het Monument aan de Meppelerstraatweg en Monument op de schietbaan Berkum. In het Ter Pelkwijkpark staat het Oorlogsmonument Zwolle dat de herinnering wakker moet houden aan alle Zwollenaren die in de Tweede Wereldoorlog om het leven zijn gekomen als gevolg van oorlogshandelingen. Zwolle werd op 14 april 1945 door Canadezen bevrijd. Leo Major (1921-2008) was een van de eerste geallieerde militairen die de stad betrad en vrijwel zelfstandig verantwoordelijk was voor de terugtrekking van de Duitsers, en daarom ’de bevrijder van Zwolle’ wordt genoemd.

## Demografie
De gemeente Zwolle telde op 22 november 2024 133.141 inwoners. Op 14 december 1994 werd de in Westenholte geboren Kyra Mepschen de 100.000e inwoner van Zwolle. Met de geboorte van Lucas Hoen verwelkomde burgemeester Henk Jan Meijer de 115.000e inwoner (maart 2007). Sinds 1997 maakt de gemeente Zwolle deel uit van het Grotestedenbeleid van de regering en zijn er extra middelen beschikbaar gekomen om de problemen in enkele wijken aan te pakken. Regio Zwolle, waarin Zwolle als centrale stad fungeert, bestaat uit 22 gemeenten en heeft een inwoneraantal van 750.000.
Zwolle had in 2017 54.388 huishoudens en de gemiddelde woonruimtebezetting was 2,3. In 2017 was 53% een koopwoning en 47% een huurwoning; 64% van de woningvoorraad was gebouwd na 1970.
| Bevolkingsontwikkeling tussen 1404 en 2020 |
| ------------------------------------------ |
|                                            |

## Politiek en bestuur

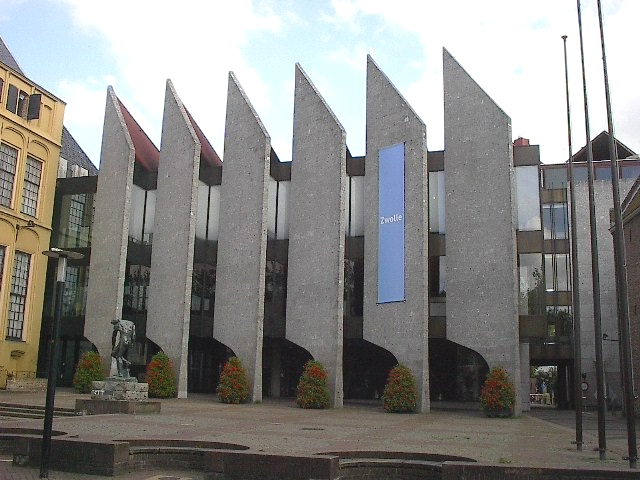
Stadhuis van Zwolle

### Gemeenteraad
De gemeenteraad van Zwolle bestaat uit 39 zetels. Hieronder de behaalde zetels per partij bij de gemeenteraadsverkiezingen sinds 1994:
| Partij                          | 1994 | 1998 | 2002 | 2006 | 2010 | 2014 | 2018 | 2022 |
| ------------------------------- | ---- | ---- | ---- | ---- | ---- | ---- | ---- | ---- |
| ChristenUnie*                   | -    | -    | 5    | 5    | 6    | 8    | 7    | 7    |
| GroenLinks                      | 3    | 3    | 6    | 5    | 4    | 3    | 7    | 7    |
| VVD                             | 5    | 7    | 5    | 5    | 6    | 5    | 5    | 5    |
| Partij van de Arbeid            | 8    | 9    | 7    | 9    | 7    | 6    | 4    | 4    |
| D66                             | 4    | 2    | 1    | 1    | 3    | 6    | 4    | 4    |
| CDA                             | 6    | 7    | 8    | 6    | 6    | 3    | 4    | 4    |
| Swollwacht                      | 5    | 2    | 3    | 3    | 4    | 3**  | 6    | 3    |
| SP                              | -    | 1    | 2    | 4    | 3    | 5    | 2    | 2    |
| Partij voor de Dieren           | -    | -    | -    | -    | -    | -    | -    | 2    |
| Volt                            | -    | -    | -    | -    | -    | -    | -    | 1    |
| PBZ (Plaatselijk Belang Zwolle) | -    | 1    | 2    | 1    | -    | -    | -    | -    |
| GPV*                            | 2    | 3    | -    | -    | -    | -    | -    | -    |
| RPF*                            | 2    | 3    | -    | -    | -    | -    | -    | -    |
| De Groenen***                   | 1    | 1    | -    | -    | -    | -    | -    | -    |
| Overigen                        | 1    | -    | -    | -    | -    | -    | -    | -    |
| Totaal                          | 37   | 39   | 39   | 39   | 39   | 39   | 39   | 39   |
| Opkomst %                       | 65   | 59   | 57   | 60   | 54   | 58   | 61   | 55,7 |

*Vanaf 2002 ging de RPF en de GPV samen verder als ChristenUnie.
**Swollwacht-raadslid Britt Jurgens werd op 16 januari 2015 uit de fractie gezet en ging door als eenpersoonsfractie.
*** De Groenen gingen vanaf 2002 op in GroenLinks.

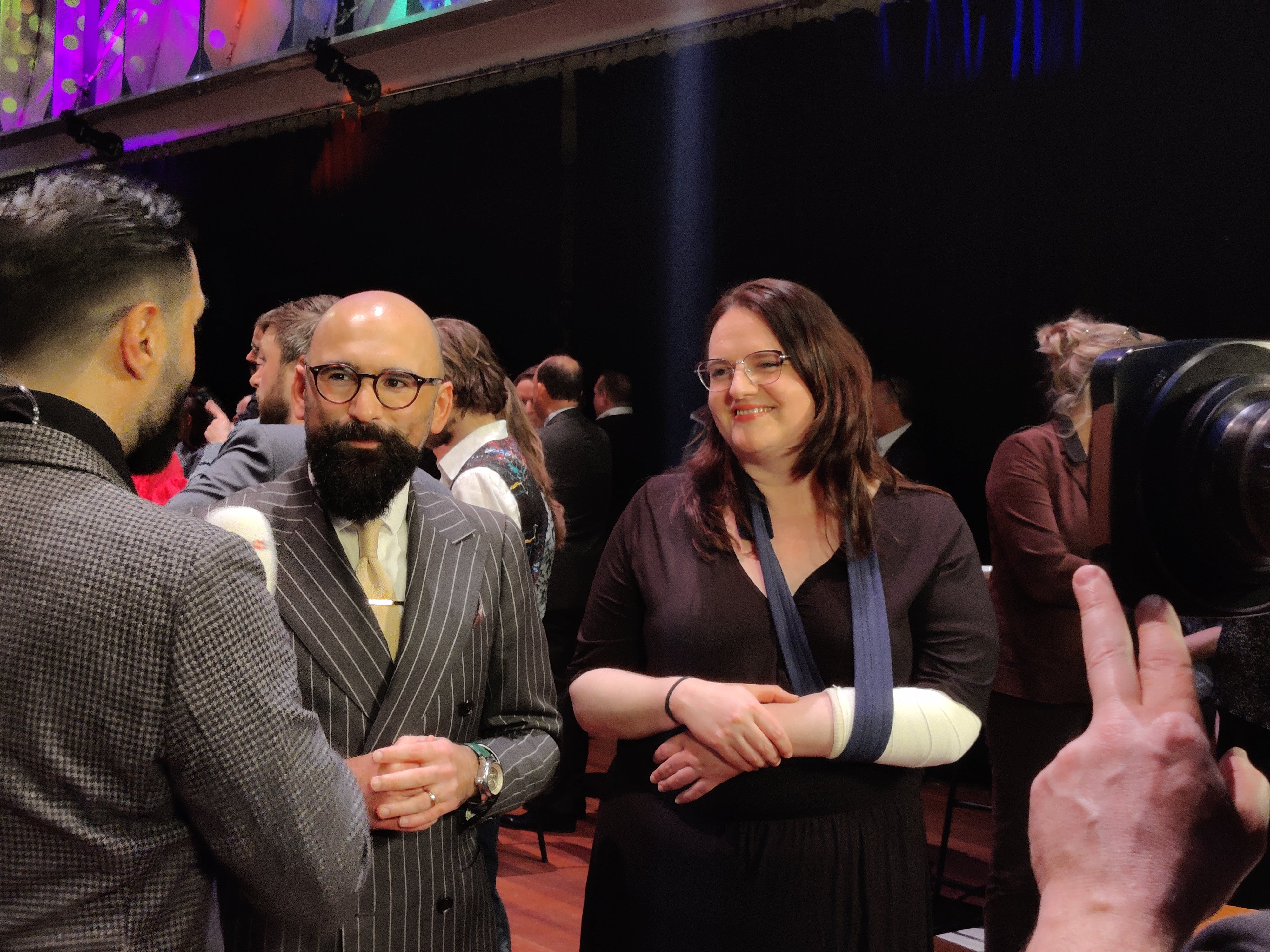
Lijsttrekkers Cankut Ercan van Volt en Debbie Mathijsen van Partij voor de Dieren in Zwolle, tijdens de gemeenteraadsverkiezingen 2022.

#### Gemeenteraadsverkiezingen van 2022
Tijdens de gemeenteraadsverkiezingen van 2022 deden er in Zwolle voor het eerst in 24 jaar nieuwe politieke partijen mee met de gemeenteraadsverkiezingen. Hierbij kwam Volt op lijst 9, aangevoerd door Cankut Ercan en Partij voor de Dieren op lijst 10, aangevoerd door Debbie Mathijsen. De partijen behaalden één en twee zetels, respectievelijk.

### College van B&W
- Peter Snijders (VVD) , burgemeester. Portefeuille: openbare orde/veiligheidsregio, ondermijning, radicalisering, toezicht en handhaving, regio Zwolle, regionale samenwerking, strategische communicatie / positionering, lobby.
- Gerdien Rots (ChristenUnie). Portefeuille: ruimtelijke ordening, omgevingswet en omgevingsvisie, mobiliteit/verkeer/bereikbaarheid, groen/blauwstructuur, Spoorzone. Wijkwethouder: Diezerpoort, Wipstrik, Berkum (inclusief Brinkhoek en Veldhoek), Wijthmen (inclusief Herfte en Zalné).
- Monique Schuttenbeld (GroenLinks). Portefeuille: cultuur, cultuurhistorie en erfgoed, vastgoed, natuur en groenbeleid, dierenwelzijn, creatieve industrie, toerisme en evenementen, inwonerbetrokkenheid, Stadshart, Stadshagen. Wijkwethouder: Binnenstad, Assendorp.
- Dorrit de Jong (GroenLinks). Portefeuille: zorg en welzijn (WMO), wonen, wonen met zorg, diversiteit en inclusie, ouderen, toegankelijkheid, vluchtelingen, inburgering en integratie, zorg en veiligheid (w.o. Veilig Thuis en mensenhandel). Wijkwethouder: Holtenbroek, Aa-landen, Langenholte, Gebied ten Oosten van de Overijsselse Vecht met Haerst en Tolhuislanden.
- Michiel van Willigen (ChristenUnie) Portefeuille: jeugd, sociale basis, primair, voortgezet en passend onderwijs (inclusief huisvesting), sport, gezondheid, armoede en schulden. Wijkwethouder: Stadshagen, Mastenbroek, Westenholte, Spoolde.
- Paul Guldemond (D66). Portefeuille: economie, circulaire economie en afval, bedrijventerreinen, werk en inkomen, Human Capital Agenda, middelbaar en hoger beroepsonderwijs (MBO/HBO/UNI), bedrijfsvoering, financiën. Wijkwethouder: Veerallee, Kamperpoort, Hanzeland.
- Arjan Spaans (CDA). Portefeuille: energietransitie (en warmte), klimaat (adaptatie), (beheer) openbare ruimte, toezicht en handhaving (milieu), digitale transitie en privacy (Smart City). Wijkwethouder: Zwolle-Zuid, Windesheim, IJsselzone.
- Dick Emmer, gemeentesecretaris/algemeen directeur.

### Politieke historie
De Sociaal-Democratische Arbeiderspartij (SDAP), een voorloper van de PvdA, werd op 26 augustus 1894 opgericht in lokaal de Atlas aan de Ossenmarkt 9 te Zwolle.

### Stedenband
De partnerstad van Zwolle is de Duitse stad Lünen in de deelstaat Noordrijn-Westfalen. Beide steden organiseren regelmatig uitwisselingen op cultureel gebied. In september 2003 kwamen meer dan 400 inwoners van Lünen naar Zwolle ter gelegenheid van het 40-jarige partnerschap.
De Belangenvereniging Zwolse Kunstenaars (De BZK) hield een grote partnerstad-jumelage-uitwisselingstentoonstelling met Künstlergruppe Offene Ateliers Lünen in der Stadt-galerie en het Heinz-Hilpert-Theater, Lünen, Nordrhein Westfalen Duitsland, geopend door directeur culturele zaken Horst Müller-Bass.

## Cultuur

### Zwols
Zwols is het stadsdialect van de Overijsselse hoofdstad Zwolle. Het Zwols is een Sallands dialect en behoort dan ook tot de Nedersaksische taal. Kenmerkend voor het Zwols is de brouwende (Franse) uitspraak van de r (typisch voor stadsdialecten, komt verder onder andere voor in het Kampers, Deventers en Zutphens) en de wegval van de h (ook wel h-deletie genoemd, wat ook in omringende gebieden voorkomt, tot in het Urkers).

### Blauwvingers

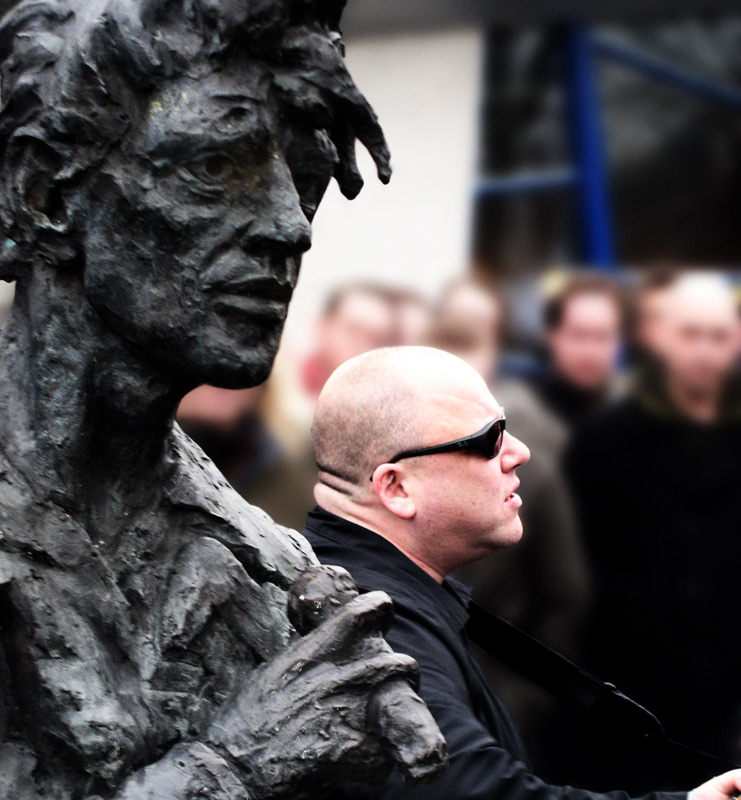
Black Francis brengt een hommage aan Herman Brood naast zijn standbeeld in Zwolle op 29 februari 2008

Zoals in zoveel plaatsen heeft ook Zwolle een scheld- of bijnaam voor zijn inwoners, die in de loop der eeuwen is uitgegroeid tot geuzennaam. Een volksverhaal moet de naam 'blauwvingers' verklaren. In eerste instantie was de naam puur als scheldnaam in zwang. In de Middeleeuwen bestond er een flinke rivaliteit tussen de steden Zwolle en Kampen. Men maakte elkaar het leven zo moeilijk mogelijk: Zwollenaren werden beroofd, het vee van de Kampenaren werd gestolen.
Zwolle is een kristallisatiepunt geworden van een zogenoemde Kamper ui. De Zwollenaren hadden een bijnaam voor de Kampenaren: Kampersteuren. De scheldnaam voor de Zwollenaren was 'blauwvinger' daar zij meineed gepleegd hadden ten opzichte van de Hertog van Gelre. De sage over de blauwvingers vertelt dat Zwolle ten tijde van een wapenstilstand het klokkenspel uit de verbrande toren te koop aanbood aan Kampen. De Kampenaren zouden hiermee akkoord gaan, mits zij mochten bepalen hoe het bedrag werd betaald. Op een dag kwam er een wagen vol met geld: allemaal vierduitstukken en de Zwollenaren kregen blauwe vingers van het tellen van de koperen munten. Blauwvingers werd daarom de bijnaam voor de Zwollenaren.
Later zijn de Zwollenaren de naam als een geuzennaam gaan zien. Ieder jaar worden er zogenaamde Blauwvingerdagen georganiseerd. Op deze dagen is er markt en zijn er allerlei activiteiten.
De naam Blauwvinger duikt in 2007 op aan de andere kant van de oceaan als titel van een cd van de Amerikaanse artiest Black Francis (ex-Pixies), getiteld Bluefinger. Deze cd is geïnspireerd op de bekende overleden muzikant en kunstenaar Herman Brood, wiens wieg in Zwolle stond.

### Kunst

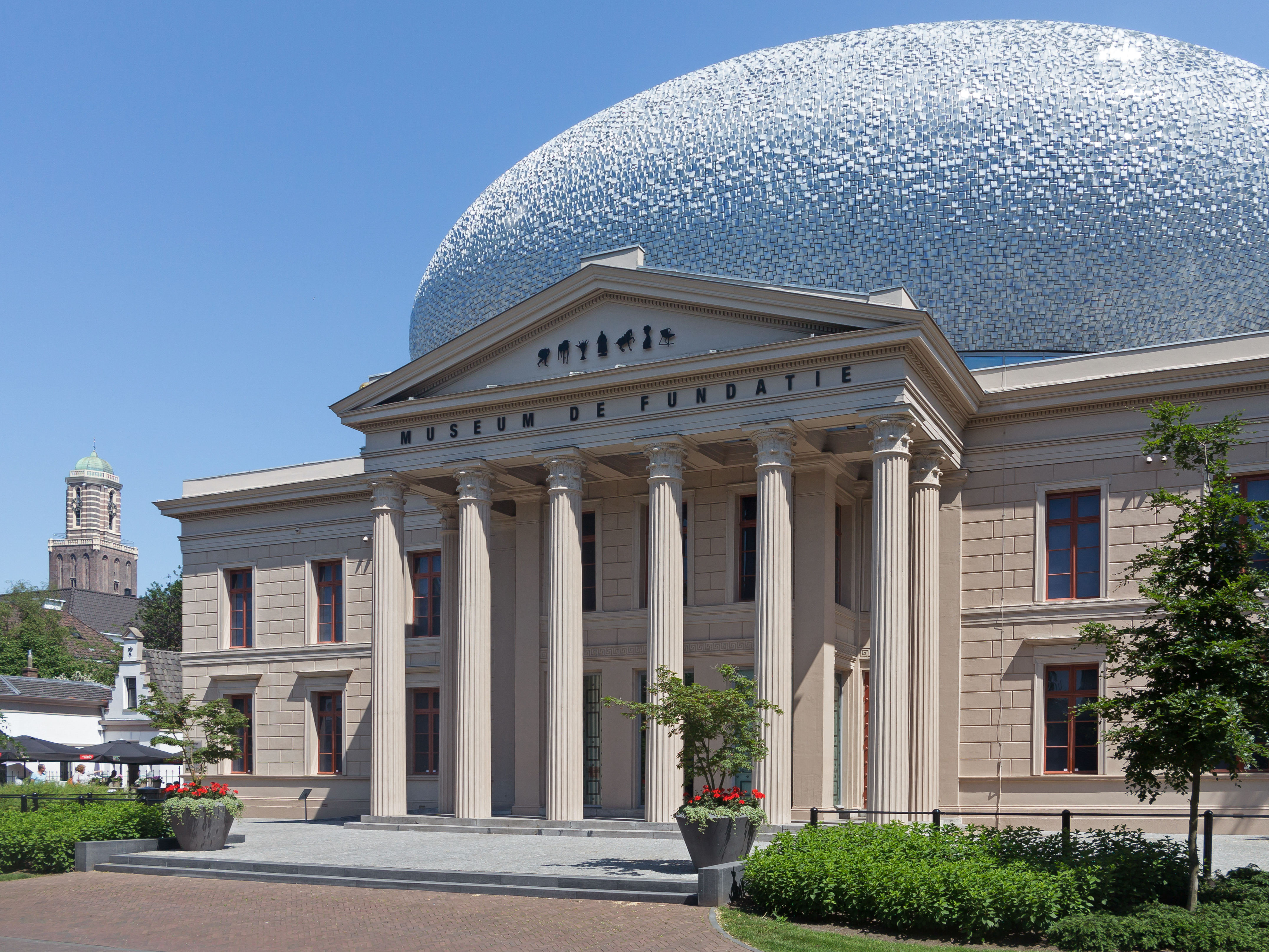
Museum De Fundatie

Museum de Fundatie bezit en beheert een omvangrijke collectie beeldende kunst die door voormalig Boymans directeur Dirk Hannema bijeen werd gebracht en later belangrijke aanvullingen kende met onder meer de kunstcollectie van de provincie Overijssel. Collectie en tentoonstellingen zijn te zien op twee locaties: Kasteel het Nijenhuis bij Heino en het voormalig Paleis van Justitie aan de Blijmarkt in Zwolle. Dat laatste gebouw, daterend uit 1838, is in 2013 voorzien van een ultramoderne opbouw.
Vanaf 10 april 2006 stonden in het centrum van Zwolle 25 tot 30 levensgrote koeien. Deze zijn door verschillende kunstenaars gemaakt en worden gesponsord door het bedrijfsleven. Het initiatief voor dit project kwam van de Lions Club Zwolle-Hanzestad, die met de opbrengst van het project een gehandicaptenboerderij wil ondersteunen. Na de zomer werden de koeien geveild.
Kunstenaar Frank Dammers schenkt in 2016 op verzoek van het National 9/11 Memorial & Museum zijn schilderij van de toekomstige skyline (2005) na de Aanslagen op 11 september 2001 aan het National September 11 Memorial & Museum voor de permanente museumcollectie.

### Muziek
Het poppodium in Zwolle is Hedon. Enkele bekende muzikanten uit Zwolle zijn Herman Brood en de rapformatie Opgezwolle. Zwolle kent meerdere muziekscholen, waaronder het ArtEZ Conservatorium, De Zwolse Muziekschool, Muziekschool Zwolle Zuid, Grandesco Music en Dubbelgreep.

### Media
Per 6 oktober 2025 is 1Zwolle de lokale publieke omroep van Zwolle. Deze aanwijzing van het Commissariaat voor de Media geldt voor 5 jaar.

### Parken

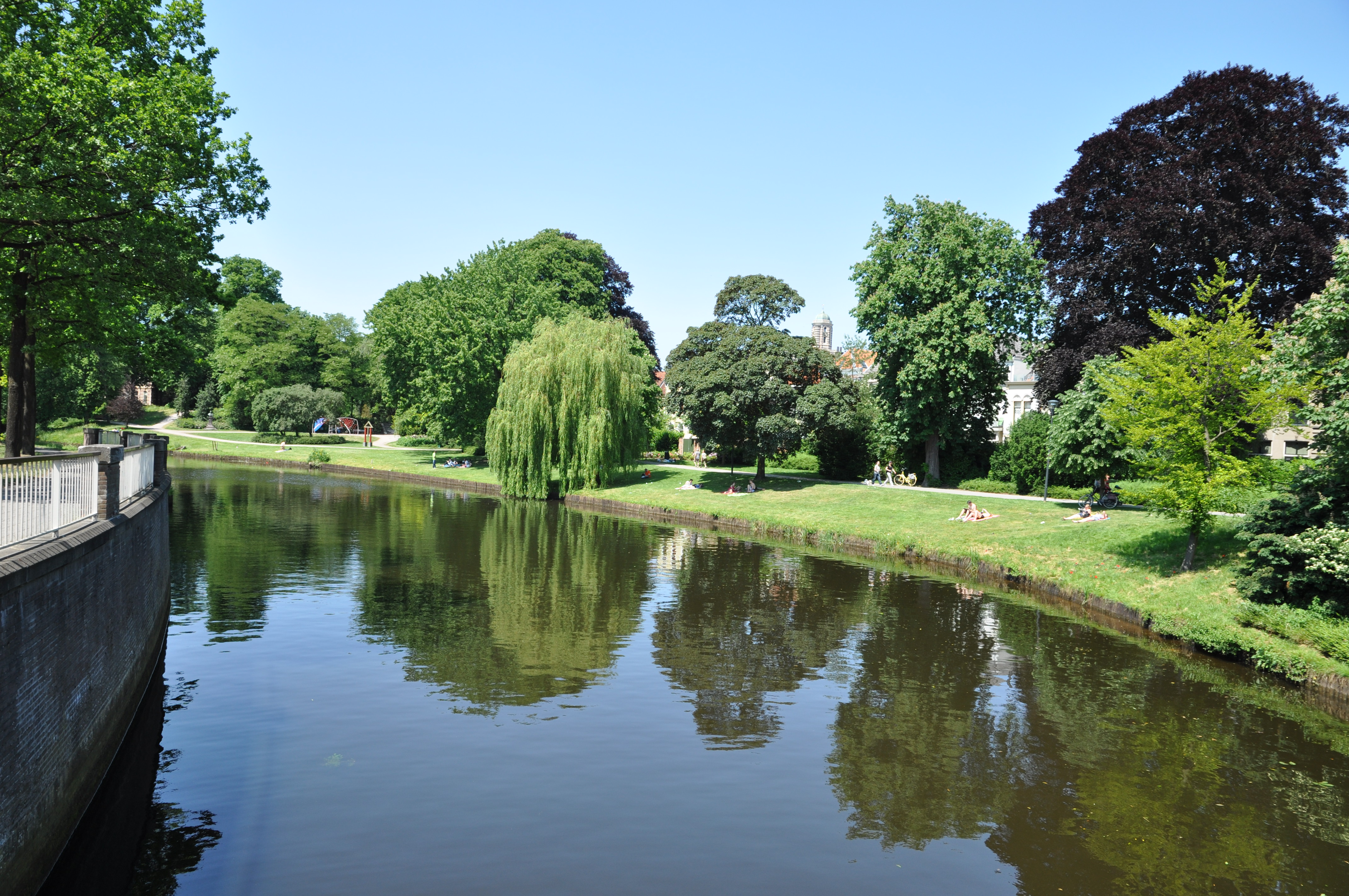
De Potgietersingel gezien vanaf de Sassenpoorterbrug

Gezien de hoeveelheid parken staat Zwolle bekend als groene gemeente. Tussen 2004 en 2006 behaalde de gemeente de prijs voor groenste gemeente van Nederland. Dit na vele inspanningen die de gemeente heeft verricht. Zo is er in Zwolle een speciaal maaischema dat rekening houdt met de ecologie, bevinden zich in Zwolle en omgeving vele parken en bestrijdt de gemeente onkruid met milieuvriendelijke middelen.
Een inventarisatie van het Zwolse buitengebied in 1983-1984 bracht aan het licht dat in de gemeente circa 700 verschillende soorten hogere planten voorkomen. Dit sluit aan bij de ligging op een kruispunt van geologische/ geografische invloeden. Met name de elders uiterst zeldzame kievitsbloem Fritillaria meleagris komt in de gemeente nog op diverse plaatsen voor, zij het zeldzamer dan voorheen.
Zwolle beschikt over 33 parken. Hieronder een incomplete lijst van de belangrijkste parken.
- Potgietersingel, een stadspark, in de binnenstad van Zwolle.
- Stinspark, op de plek waar het Kasteel Voorst zich bevond.
- Het Engelse Werk, groot park nabij de IJssel
- Park de Wezenlanden, een park tussen de wijken Assendorp en de Wipstrik
- Aa-park, een park gelegen in de wijk de Aa-landen

### Evenementen
- Bevrijdingsfestival Overijssel (BFO) (5 mei)
- Kattegat Festival
- Sinterklaasintocht Zwolle
- Stadsfestival Zwolle
- Stratenfestival Zwolle
- Winters Zwolle
- Zwolle Pride
- Zwolle Unlimited

### Carnaval

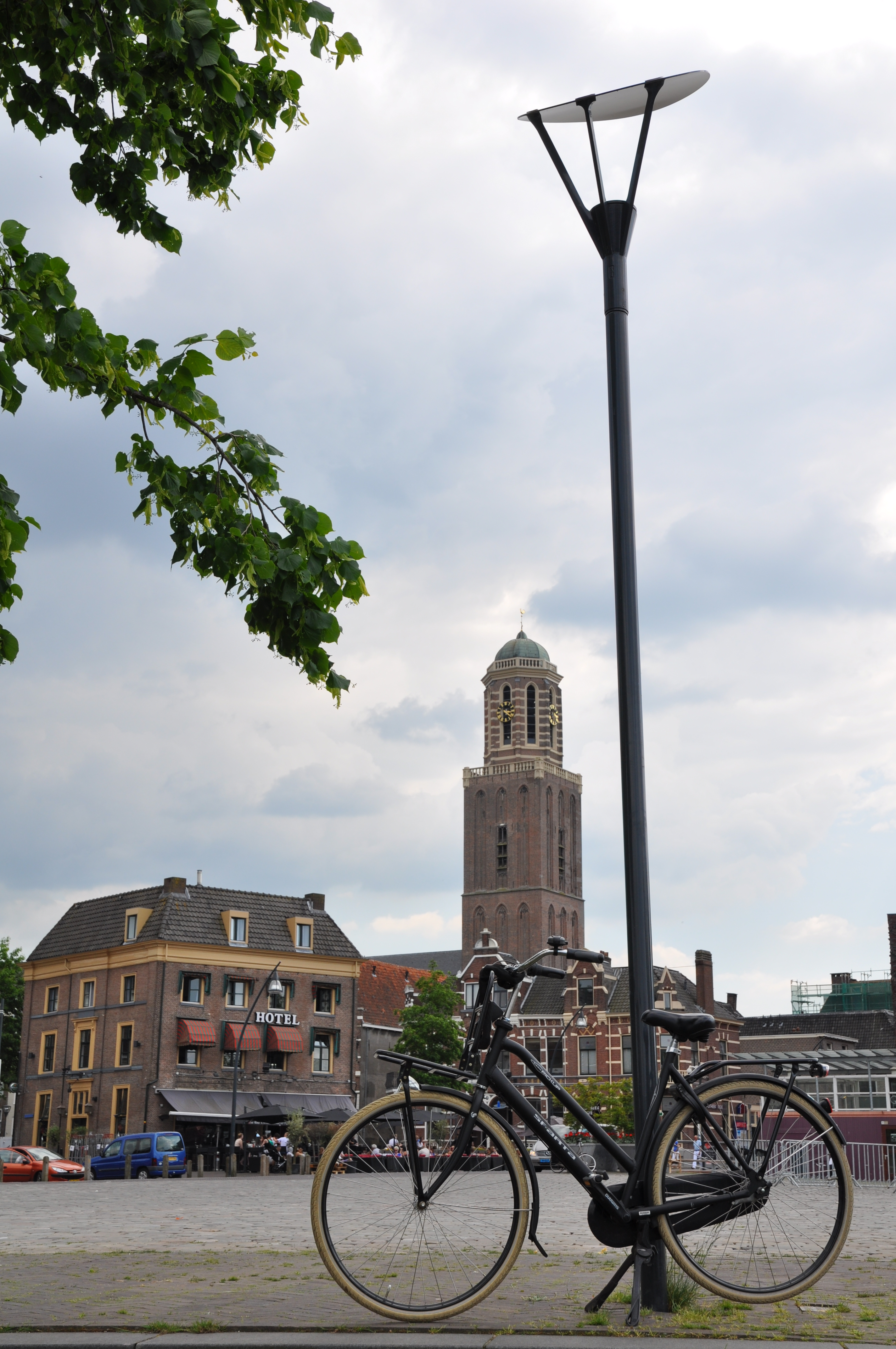
Zwolle, gezien vanaf het Rodetorenplein

In carnavalstijd wordt Zwolle omgedoopt tot Sassendonk. De naam Sassendonk werd in 1971 door prins Mans I (prins der Eileuvers, een van de oudste carnavalsverenigingen van Zwolle) geïntroduceerd. Zijn leus "Een Eileuver heeft een goede dronk, want hij komt uit Sassendonk" verwees daar naar. Uit deze leus kwam ook een andere traditie voort in Sassendonk: het drinken van een Blauw Handje. De naam verwijst naar de geuzennaam Blauwvingers en bestaat uit brandewijn met bruine suiker. Het carnaval in Zwolle kent eigen tradities, echte Zwolse "artiesten" en carnavalsgroeperingen die allen op hun eigen manier iets toevoegen aan het Sassendonkse carnaval.
Met name staat Sassendonk bekend om de uitbundige wijze waarop de carnavalsvierders zich kleden. De boerenkiel of overall heeft plaats gemaakt voor (vaak zelf ontworpen en zelfgemaakte) fantasiekostuums. Veel carnavalisten zijn maanden van tevoren bezig met de voorbereidingen en proberen steeds hun creaties van voorgaande jaren te overtreffen.

## Sport

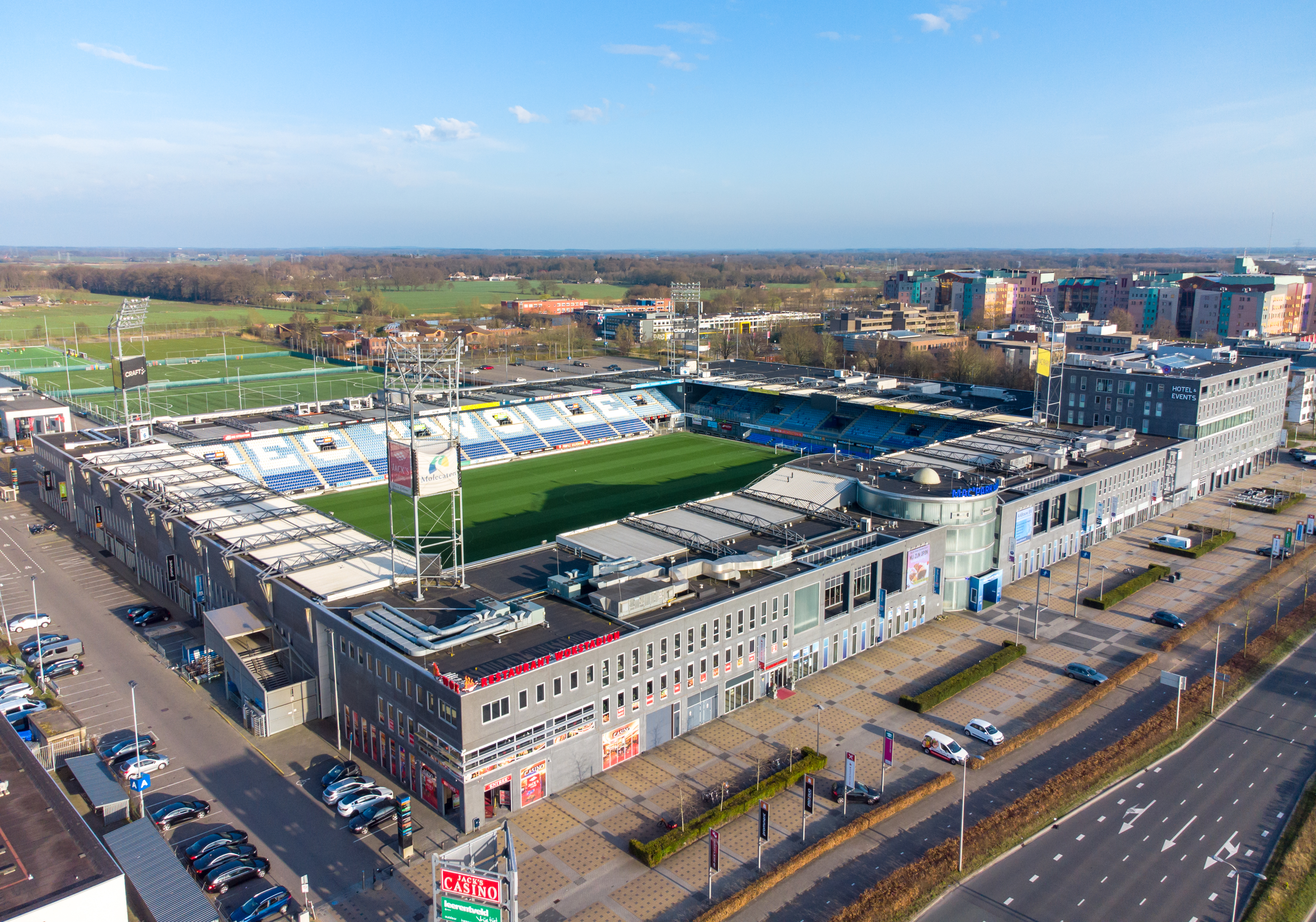
Het stadion van PEC Zwolle (2022)

### Professioneel niveau
PEC Zwolle speelt voetbal in de Eredivisie. In 2014 won PEC Zwolle de KNVB Beker door in de finale Ajax met 5-1 te verslaan. Direct daarna won PEC Zwolle de Johan Cruijff Schaal door Ajax opnieuw te verslaan, nu met 1-0. Na de sloop van het Oosterenkstadion speelt PEC Zwolle sinds 2008 in het MAC³PARK stadion.
Landstede Hammers komt uit in de eredivisie voor het basketbal.
De Volleybalclub VC Zwolle komt uit in de eredivisie voor het volleybal.
De Ster van Zwolle, meestal op de eerste zaterdag in maart, is de jaarlijkse opening van het wielerseizoen in Nederland. Sinds 1999 wordt in augustus, kort na de Ronde van Frankrijk, het Peperbus Profspektakel met bekende wielrenners in de Zwolse binnenstad gehouden.
Sinds 2001 wordt in Zwolle jaarlijks de halve marathon van Zwolle (of Zwolse Halve Marathon) georganiseerd, een hardloopwedstrijd over 21,1 km. De wedstrijd trekt nationale en internationale atleten en hoort bij de belangrijkste en grootste halve marathons van Nederland.

### Amateurniveau
Op 1 oktober 1893 is de Zwolsche Atletische Club, ZAC opgericht. Deze amateurvoetbalclub behoort daarmee tot de veertig oudste voetbalclubs van Nederland. In de loop der tijd ontstonden nog meer voetbalclubs in Zwolle. De volgende clubs hebben momenteel een eerste elftal dat uitkomt in de standaard klassen van de KNVB: Be Quick '28, VV Berkum, CSV '28, Dieze West, HTC, HFC Storica, SVI, FC Ulu Spor, VSW, Wijthmen, WVF, SV Zwolle, ZAC, Zwolsche Boys. De volgende clubs zijn niet meer actief in de standaard klassen van de KNVB, bijvoorbeeld doordat de club is opgeheven of is gefuseerd met een andere vereniging: EDON, SVO, Tuinders, VOP, VVZ.
Er wordt al sinds 10 december 1902 hockey gespeeld in Zwolle. ZMHC, Zwolle's grootste hockeyvereniging, is een van de oudste hockeyclubs van Nederland. Op het complex "De Pelikaan" aan de A28, wordt naast hockey ook voetbal, tennis en korfbal gespeeld, alsmede paardgereden. Sportcomplex "De Pelikaan" maakt deel uit van de sportboulevard Zwolle. In september 2012 gaan Tempo'41 en ZMHC samen in een nieuwe fusievereniging HockeyClub Zwolle. HC Zwolle is met 1900 leden de grootste hockeyclub in Noord-Oost Nederland, en speelt haar wedstrijden sinds 2012 op sportpark "Het Hoge Laar".
Tennis in verenigingsverband wordt in Zwolle gespeeld sinds de oprichting van Tennisvereniging PAF (Play Always Fair) in 1926. Kort daarna vormde zich de Zwolse Lawn Tennis Bond (ZLTB) in 1932 als een fusie van kleinere tennisclubs. Later volgden nog enkele andere verenigingen.
Aan het Zwarte Water staat de roeivereniging ZRZV. Vanaf deze vereniging zijn diverse roeiers gekomen die tot de Olympische Spelen zijn gekomen, zoals Nico Rienks, Henk-Jan Zwolle en Ellen Meliesie. Naast de Zwolse burger vereniging biedt Zwolle ook de roeisport aan voor hbo- en mbo-studenten bij de Zwolsche Studenten Roeivereniging "Boreas".
Zwolse wielerverenigingen zijn Gazgas, Swolland en De Hanzerenners. Jaarlijks wordt er voor amateurs een wielerkoers "Omloop van Stadshagen en Mastenbroek" georganiseerd, met start en finish in de wijk Stadshagen. Voor vrouwen wordt de Omloop van de IJsseldelta georganiseerd, een eendaagse wielerkoers in Overijssel, die start en eindigt in Zwolle.
Als start van het amateur wielerseizoen wordt jaarlijks de "Ster van Zwolle" verreden.
Op het oude terrein van ZAC begon in 1959 een honkbalclub, die vanaf 1995 bekend staat onder naam HSV Blue Hawks.
Er zijn twee korfbalclubs: Sparta Zwolle, spelend in hoofdklasse B, en Oranje Zwart, spelend in de eerste klasse.
PadelZwolle is de eerste padelclub van Zwolle. De club werd opgericht in juli 2017 door Zwollenaar Marc Beunk.

## Verkeer en vervoer
| Gemeentegrenzen Wijkgrenzen Buurtgrenzen Autosnelweg Secundaire weg Spoorweg |  |  | ██ Geselecteerde gemeente ██ Bebouwd gebied ██ Bos of park ██ Binnenwater, rivier of kanaal |

Zwolle en omgeving

Zwolle is een knooppunt voor het auto- en treinverkeer. Toch werd de strategische ligging pas na 1950 erkend door het gemeentebestuur en in het voordeel van de stadsontwikkeling gebruikt. Het gevolg was dat Zwolle na 1950 een explosieve groei kende van het aantal inwoners. Het busvervoer wordt sinds 11 december 2022 verzorgd door EBS onder de naam RRReis.

### Autowegen
De A28 (Groningen – Utrecht) loopt over een dijk dwars door de stad heen. 15 straten kruisen de A28, en er zijn 4 aansluitingen met de snelweg. Het traject vanaf knooppunt Hattemerbroek naar Zwolle-Zuid, de IJsselbrug, is een van de drukste punten buiten de Randstad, met een verkeersintensiteit van 125.000 voertuigen per etmaal in 2015. Verder telt het tracé tussen afslag Ommen en het knooppunt Lankhorst iets meer dan 82.000 voertuigen per etmaal. Het tracé in Zwolle zelf telt rond de 105.000 voertuigen per etmaal. Om congestie in de stad tegen te gaan zijn er in 2004 plusstroken aangelegd, waardoor de file zich verplaatste naar het traject tussen Zwolle-Noord en Nieuwleusen (waar de plusstrook eindigde iets na afslag Ommen) alsmede tussen het knooppunt Hattemerbroek en afslag Zwolle-Zuid. De weg tussen knooppunt Hattemerbroek en afrit Zwolle-Zuid is verbreed van 2x2+weefstroken (in feite 2x3) naar 2x4 rijstroken, waarin de meest rechtse rijstrook uiteindelijk verandert in de weefstrook voor afrit Zwolle-Zuid. Tussen de afslag Ommen en knooppunt Lankhorst is de weg verbreed van 2x2 rijstroken naar 2x3 rijstroken. Tussen Staphorst en knooppunt Lankhorst liggen richting het noorden 4 rijstroken waarin 2 overgaan naar de A32 en 2 blijven over voor de A28. Richting het zuiden tussen Knooppunt Lankhorst en Staphorst zijn er geen 4 rijstroken maar 3 rijstroken.

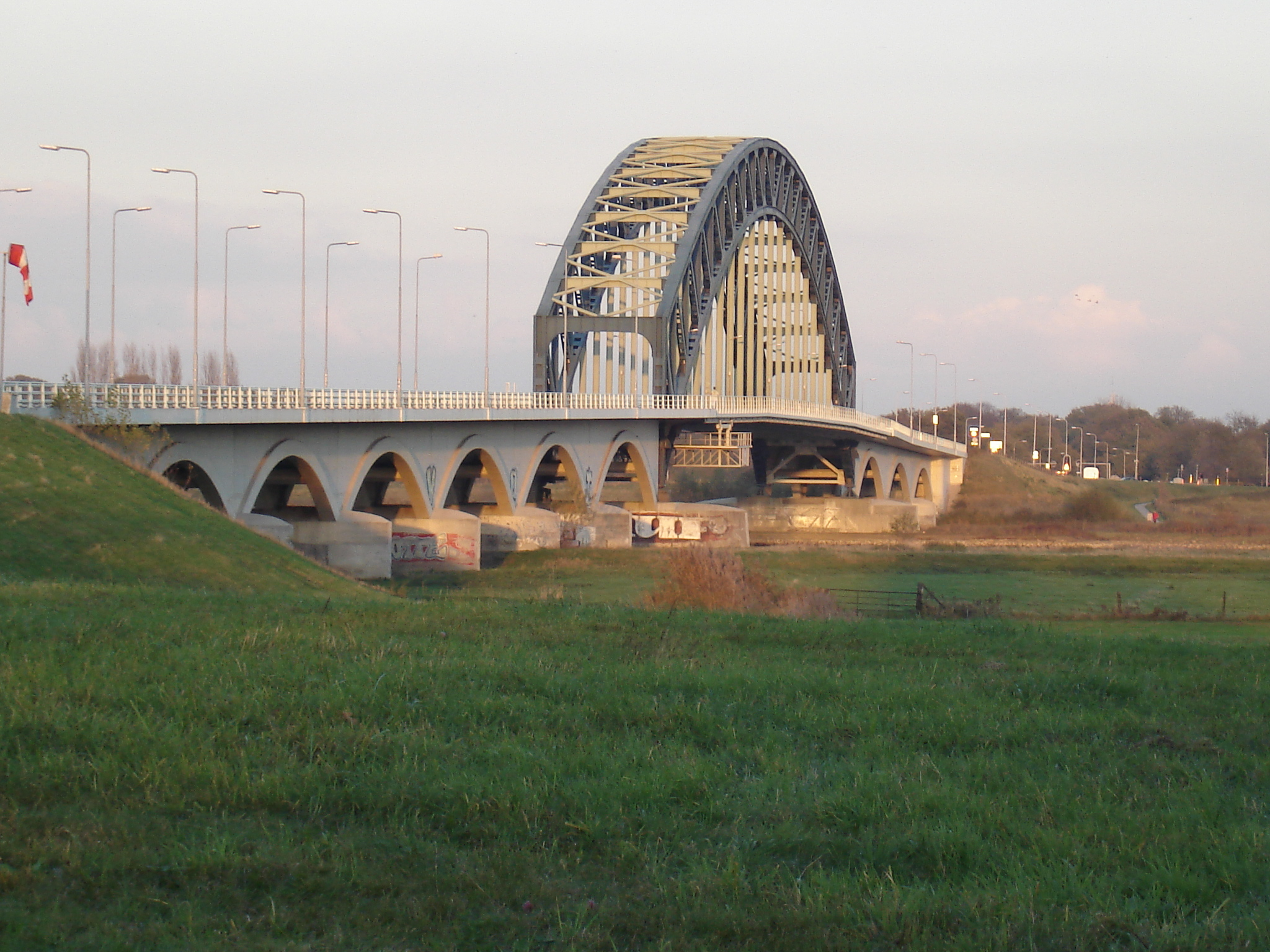
De IJsselbrug gezien vanuit Hattem

De A50 kruist een paar kilometer ten westen van Zwolle de A28 bij knooppunt Hattemerbroek. De A50 zorgt voor een verbinding van de A28 en Zwolle met Eindhoven, via Apeldoorn en Arnhem. Rijksweg 50 loopt richting Kampen en Emmeloord door als N50, die tussen Hattemerbroek en Kampen-Zuid 2+1 rijstroken telt, afwisselend in beide richtingen één of twee rijstroken beschikbaar.
Aan de oostkant van de stad loopt de N35, een hoofdweg tussen Zwolle, Raalte en Almelo, vanwaar de weg verder loopt als autosnelweg naar Enschede en de Duitse grens. Het gedeelte binnen de bebouwde kom telt 2x3 rijstroken met verkeerslichten. Sinds de in 2012 afgeronde verbreding behoren files grotendeels tot het verleden. De weg is onderdeel van de ring van Zwolle.
Aan de noordkant van Zwolle begint de N331, die een rondweg rondom Stadshagen vormt, en doorloopt door de gemeente Zwartewaterland, naar Emmeloord. In 2007 is een nieuw gedeelte van deze weg geopend rondom Stadshagen en Westenholte. Tevens is hier de weg naar Kampen op aangesloten, zodat doorgaand verkeer niet meer door de wijken Stadshagen en Westenholte hoeft.
In het zuiden van Zwolle sluit de N337 aan, die de IJsselallee vormt, en onderdeel is van de ringweg van Zwolle. De IJsselallee kent veel congestie in de spits tussen de A28 en Hanzeland. In 2010 is de IJsselallee in beide richtingen breder geworden, daarmee is de verkeersdruk afgenomen en de bereikbaarheid van het Hanzeland vergroot.
Bij Berkum sluit de N340 aan op het Zwolse wegennet, en is een belangrijke toevoerweg voor de plaatsen in het noordoosten van Overijssel naar Zwolle. De provincie wil deze weg graag verbreden naar 2x2 rijstroken en een knooppunt maken met de A28 maar stuit hierbij op weerstand.

### Spoorwegen

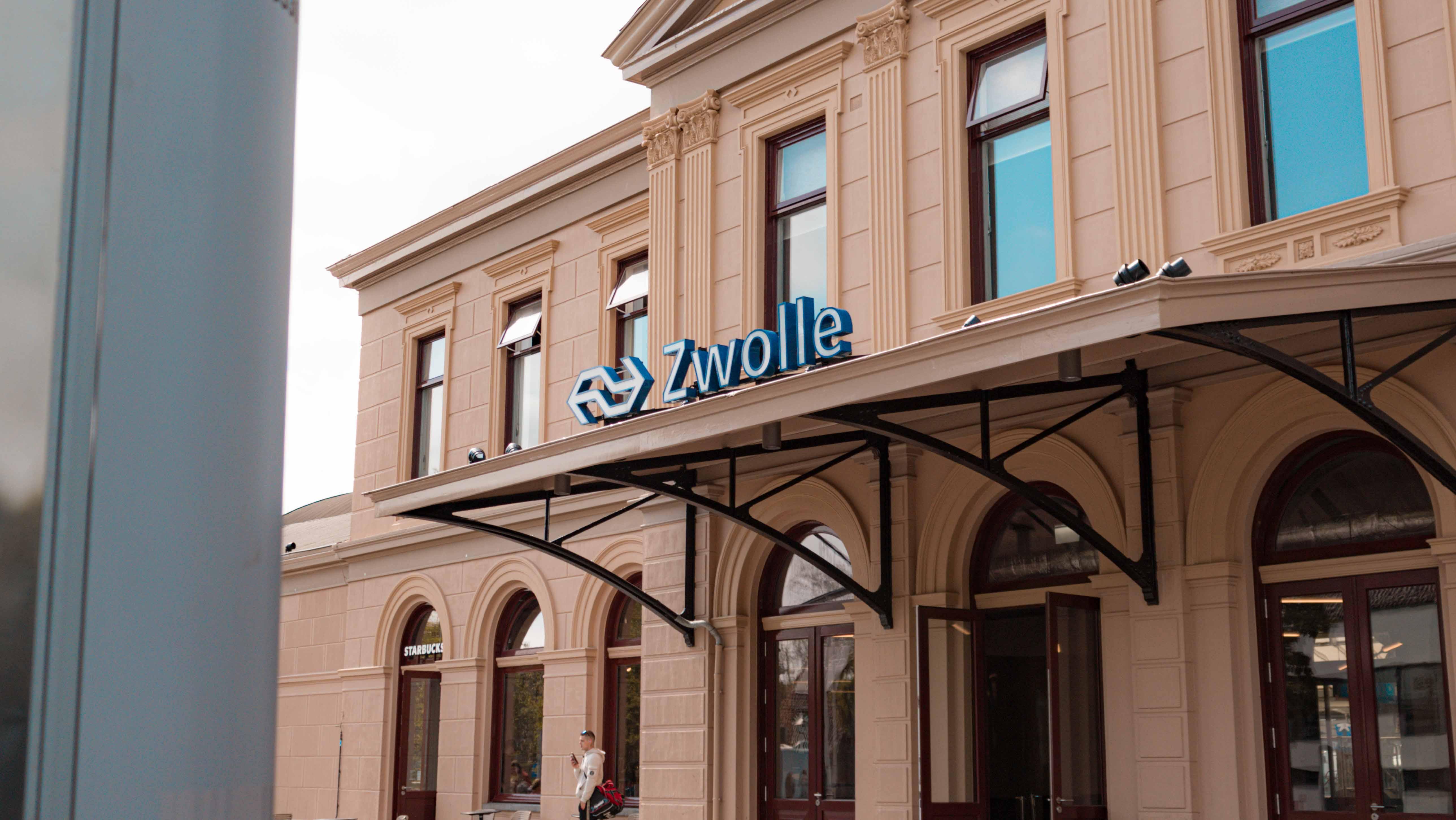
Station Zwolle

Het spoorwegstation van Zwolle is een van de grootste spoorwegknooppunten van Nederland, men kan vanaf hier met de trein acht richtingen op. De lijnwerkplaats is gesloten en gesloopt.
In 2012 is de Hanzelijn geopend waarover de intercity's vanuit Leeuwarden en Groningen richting Amsterdam Zuid / Schiphol en verder via Leiden Centraal naar Den Haag Centraal rijden. Voor deze spoorverbinding is een nieuw perron in gebruik genomen op station Zwolle. Tevens is er een nieuwe spoorbrug over de IJssel gebouwd, de Hanzeboog. In juni 2015 is de nieuwe reizigerstunnel geopend.
In december 2017 zou een tweede station in Zwolle (Zwolle Stadshagen) geopend worden. De snelheid op het traject Zwolle – Kampen zou dan verhoogd moeten worden van 100 km/u naar 140 km/u om aan te blijven sluiten bij dienstregeling vanaf Zwolle. Omdat de bodem deze verhoogde snelheid niet aan kan, werd de opening van Zwolle Stadshagen uitgesteld. In juni 2019 is er in een twee weken durende proefperiode gehouden om de uiteindelijke opening te testen. Op 15 december 2019 werd het station alsnog opgenomen in de reguliere dienstregeling.

### Waterwegen

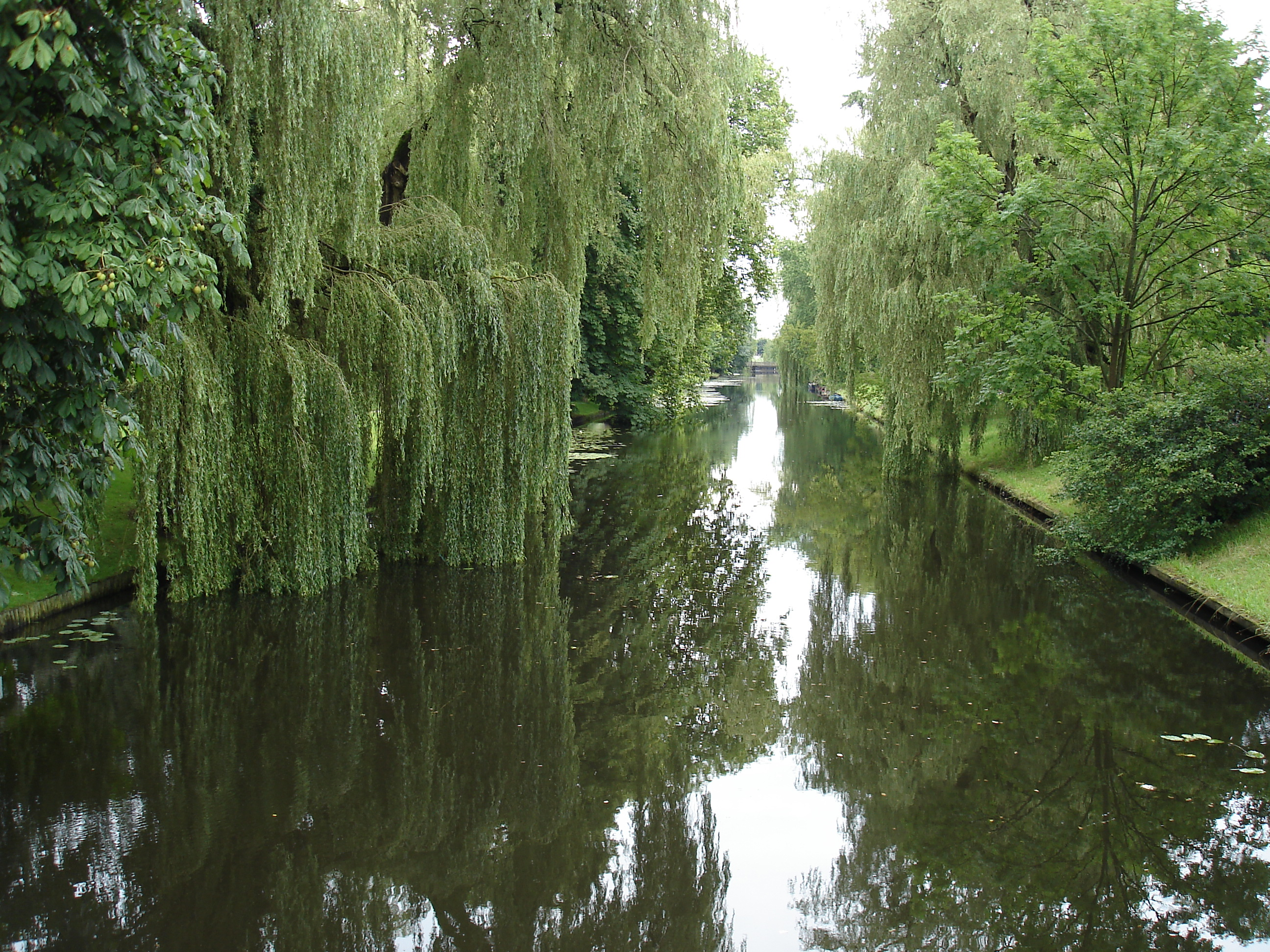
De Nieuwe Vecht net buiten het centrum

In het oosten van Zwolle ligt een gekanaliseerde rivier, die het Almelose Kanaal heet binnen Zwolle en daarbuiten Nieuwe Wetering en Soestwetering. Het Zwarte Water stroomt ten noorden van Zwolle. Enkele kilometers ten noorden van Zwolle stroomt de Overijsselse Vecht in het Zwarte Water. De Nieuwe Vecht werd rond 1600 gegraven om een snellere verbinding van de Overijsselse Vecht naar de binnenstad te creëren. Ten zuidwesten van Zwolle stroomt de IJssel. In de 19e eeuw is de Willemsvaart gegraven die de Zwolse stadsgracht met de IJssel verbond. Sinds 1964 wordt die functie vervuld door het Zwolle – IJsselkanaal, dat het Zwarte Water met de IJssel verbindt.
Langs de IJssel bij Zwolle liggen twee Ruimte voor de rivier-projecten. Bij Schelle wordt een uiterwaard verdiept door het graven van geulen. Bij Spoolde is een dijk enkele honderden meters landinwaarts geplaatst. Dit is nodig omdat er door de klimaatverandering meer water door de IJssel stroomt.
In Zwolle bevinden zich ook enkele meren en plassen. De Wijthmenerplas, Wijde Aa, Agnietenplas en Milligerplas zijn bestemd voor recreatie.

### Brugverbindingen
De IJsselbrug vormt de verbinding over de IJssel tussen Overijssel en Gelderland. Enkele honderden meters naast deze brug ligt de Nieuwe IJsselbrug in de A28 en een spoorbrug, de Hanzeboog, op de lijn Amersfoort – Zwolle.
In het oosten van Zwolle verbinden de Hortensiabrug en de Hanekampbrug de wijk Assendorp met de wijk Wipstrik. In het noordwesten verbindt de Mastenbroekerbrug de wijk Stadshagen met het centrum. De Twistvlietbrug doet hetzelfde, maar is uitsluitend bedoeld voor fietsers, voetgangers en openbaar vervoer. De Voorsterbrug verbindt de wijken Stadshagen en Westenholte met het centrum en de ring van Zwolle.
Ten westen van industrieterrein Voorst is over het Zwolle-IJsselkanaal de nieuwe Spoolderbrug gebouwd in de Westenholterallee, de verbinding tussen Stadshagen en Westenholte met de Zwolse ring en de A28.

### Straten
Wellicht de bekendste straat is de Diezerstraat, vanwege de vele winkels die eraan gelegen zijn. Ook is deze straat al zeer oud. Er zijn sporen gevonden uit de Karolingische tijd. De Grote Markt is een van de oudste pleinen gelegen in het oude centrum. De Korte Ademhalingssteeg vormt de verbinding tussen het Grote Kerkplein en de Grote Markt. De naam van de straat verwijst naar het feit dat ter dood veroordeelden hun laatste adem haalden, terwijl zij door deze straat naar de Grote Markt geleid werden en het leven lieten op het schavot.

## Onderwijs

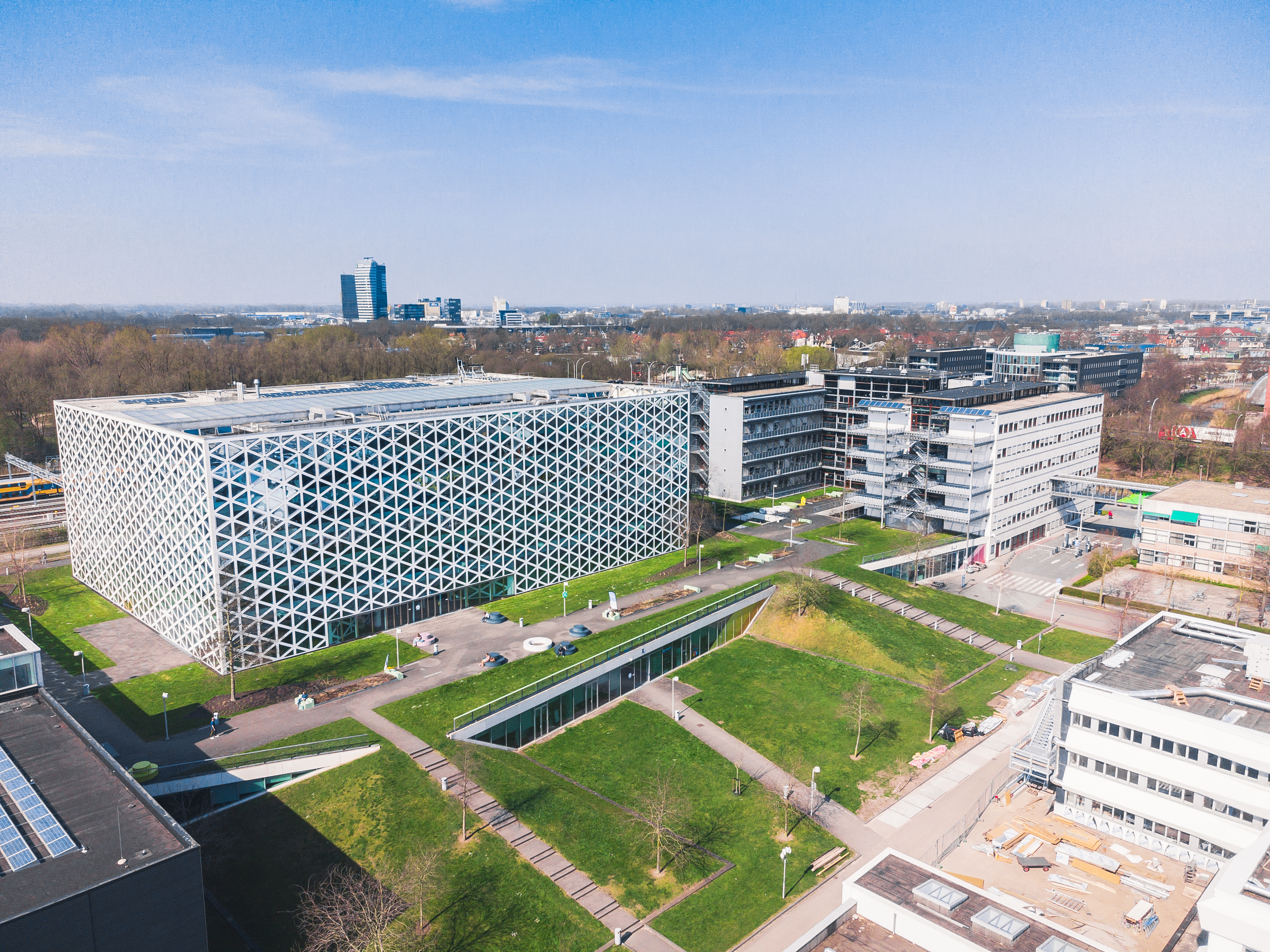
Hogeschool Windesheim

Zwolle heeft meerdere opleidingsinstituten binnen zijn stadsgrenzen die onderwijs op hbo-niveau aanbieden. Windesheim, instelling voor hoger beroepsonderwijs (hbo), is gevestigd op de Campus in Zwolle-Zuid. De christelijke hogeschool Viaa bevindt zich aan de rand van het centrum, evenals de Katholieke PABO. ArtEZ hogeschool voor de kunsten is gevestigd in het centrum met de faculteit ArtEZ Conservatorium en aan de Rhijnvis Feithlaan met de faculteiten Toneelschool (ArtEZ Academie voor theater) en de Kunstacademie (ArtEZ Art & Design Zwolle). Tevens is een studiecentrum van de Open Universiteit gevestigd aan de Koggelaan. Scholen voor mbo zijn het Deltion College, Landstede, Menso Alting College, Cibap en AOC De Groene Welle.
Daarnaast telt de stad een aantal middelbare scholen. Het Gymnasium Celeanum is het enige zelfstandige gymnasium van Overijssel. Daarnaast zijn er de Thorbecke Scholengemeenschap, de Van der Capellen Scholengemeenschap, Meander College (een erkende cultuurprofielschool), JenaXL, Agnieten College, Carolus Clusius College, TalentStad, Thomas a Kempis College (tevens LOOT-school), Greijdanus College, Luzac Lyceum, AOC De Groene Welle en Deltion Sprint Lyceum (voor vavo).

## Bezienswaardigheden

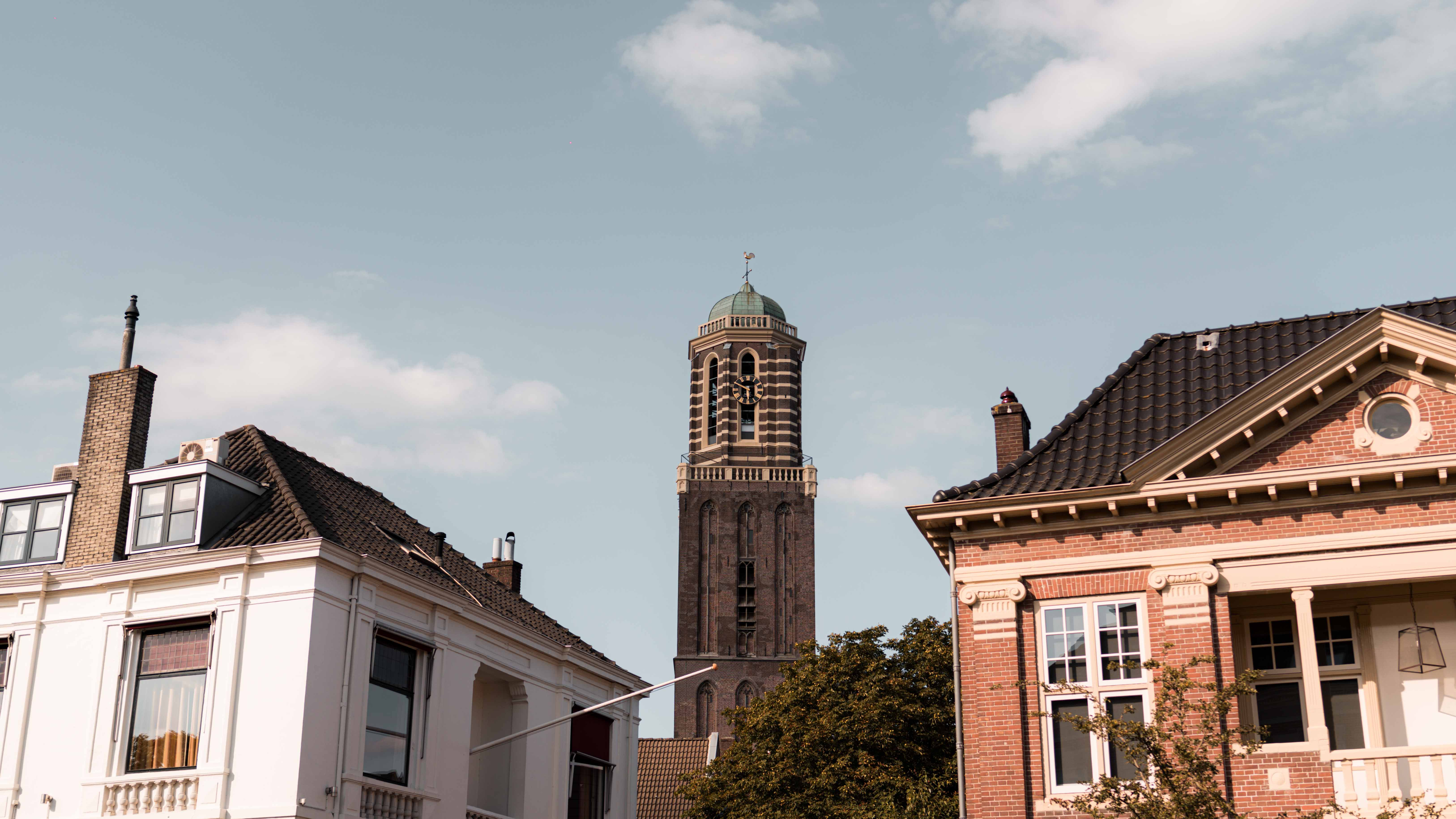
Peperbus vanaf de Eekwal

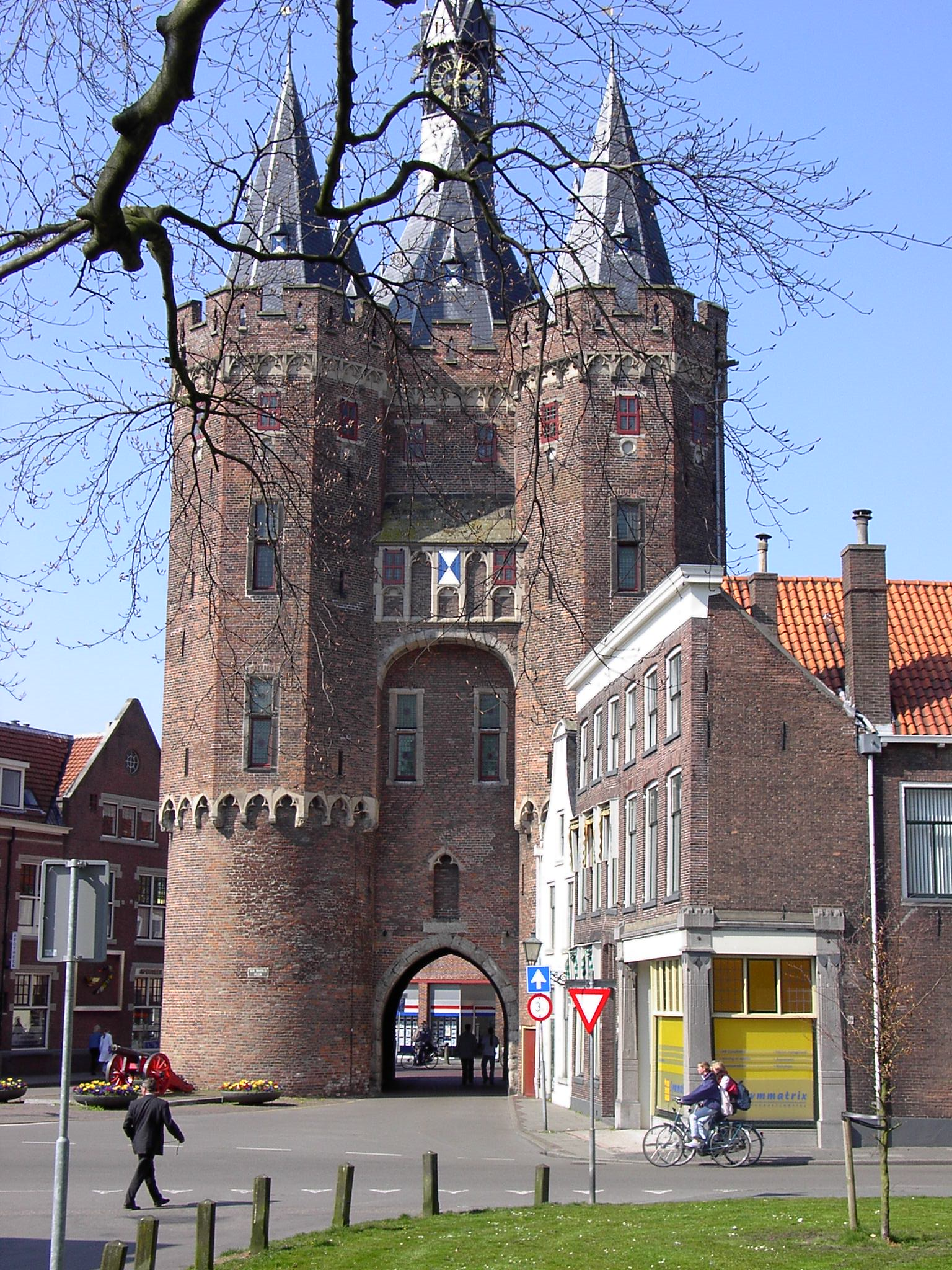
Sassenpoort

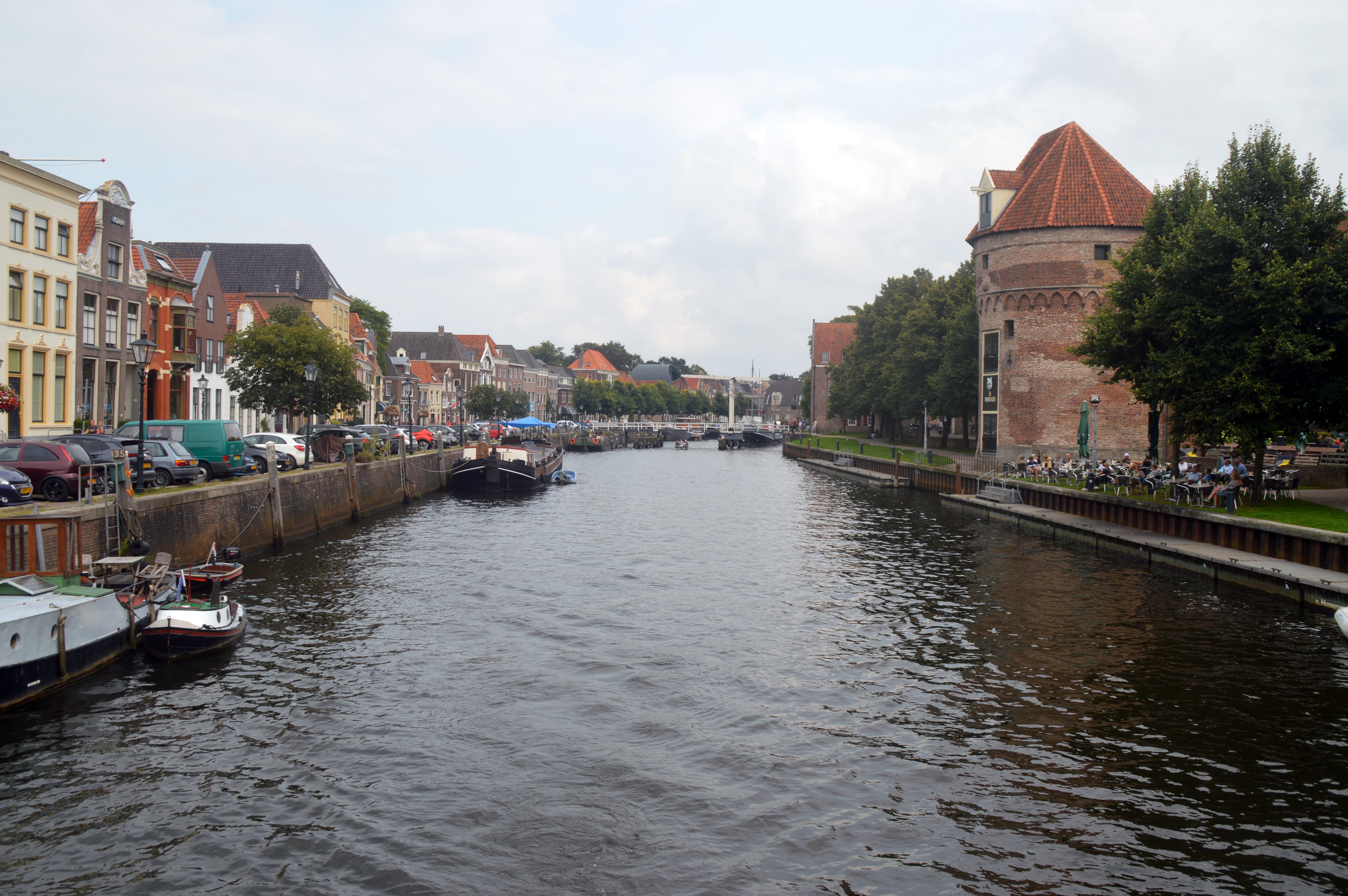
Thorbeckegracht en Wijndragerstoren

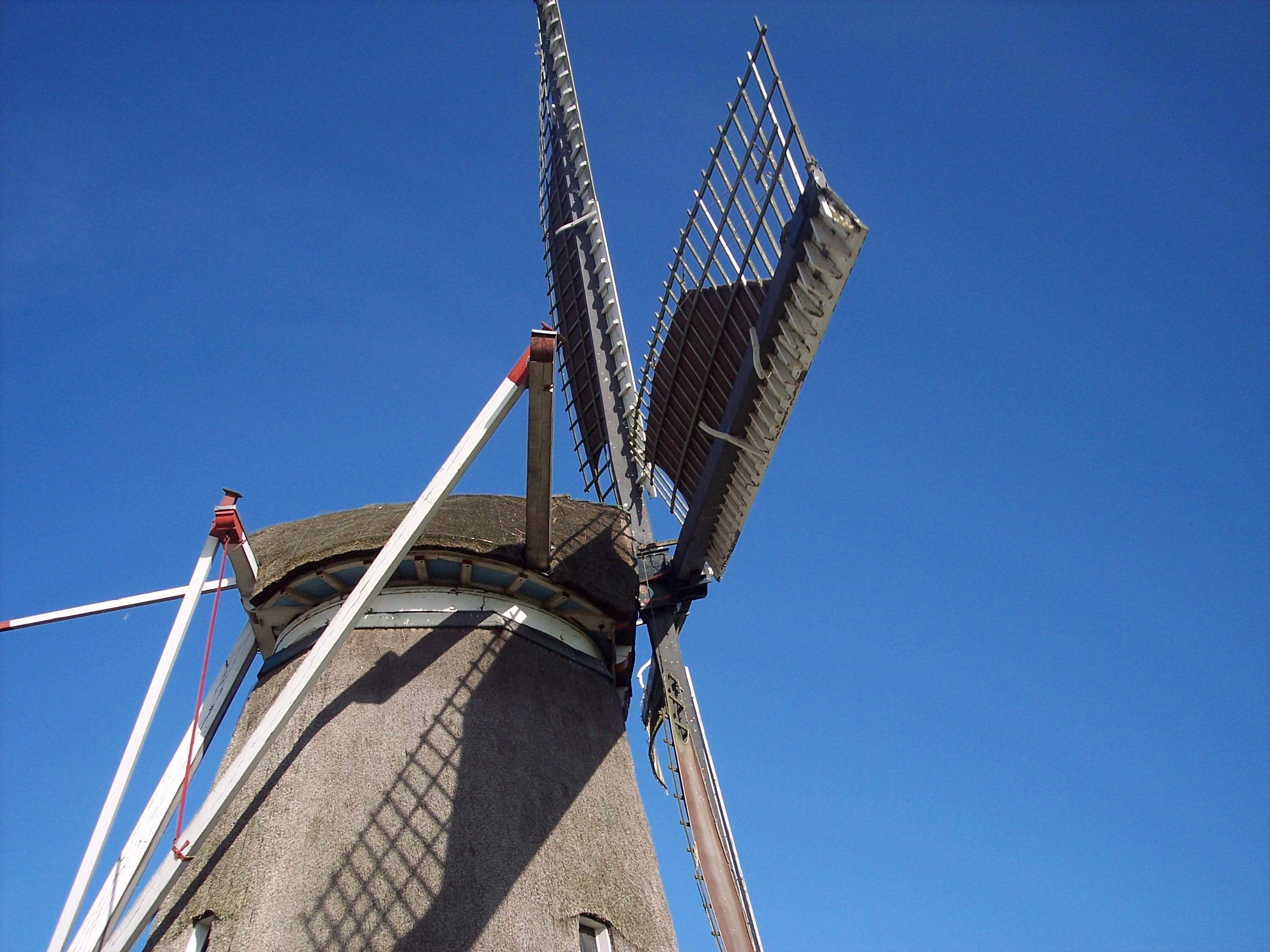
Windesheimer molen

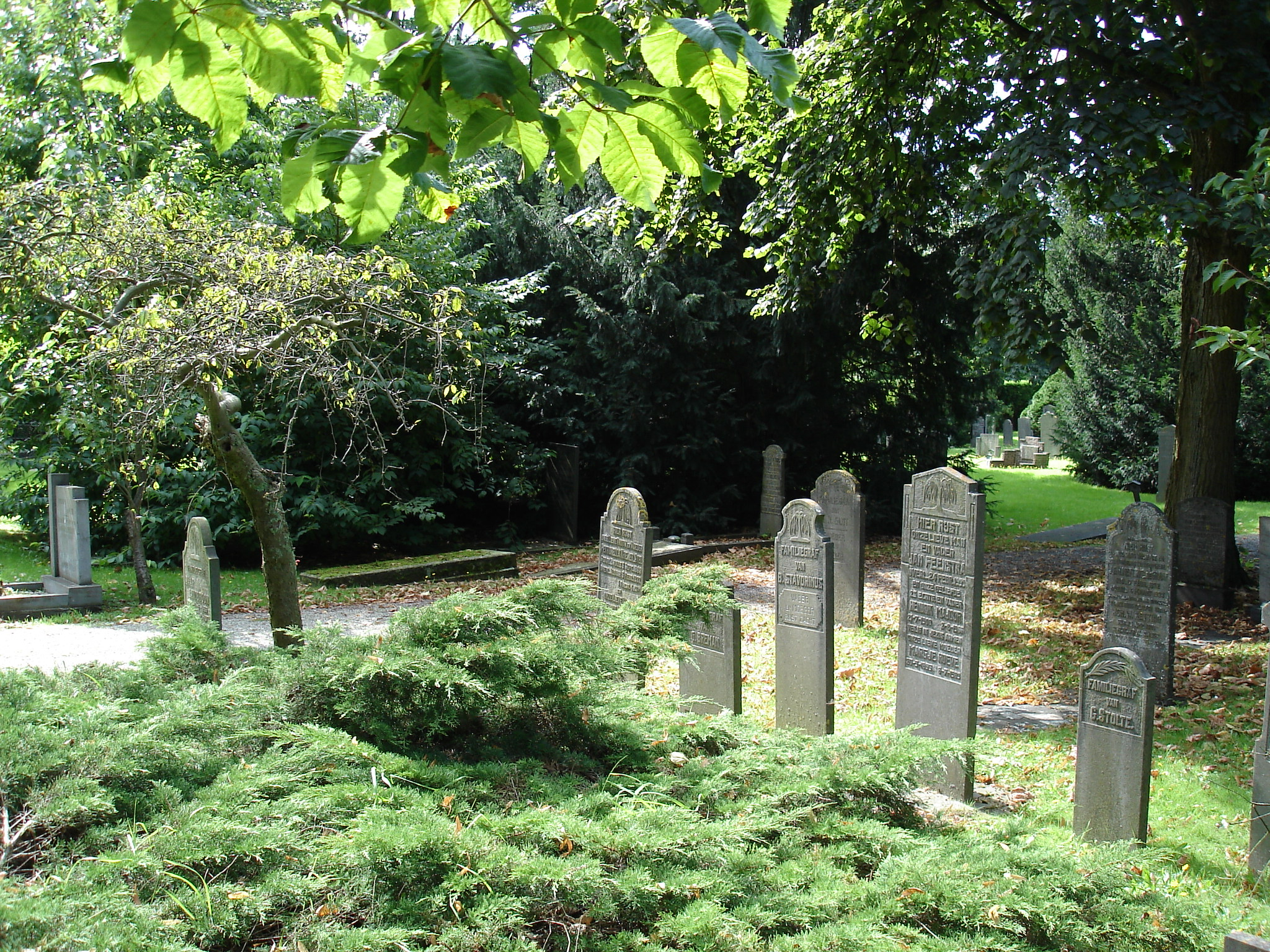
Veel oude graven

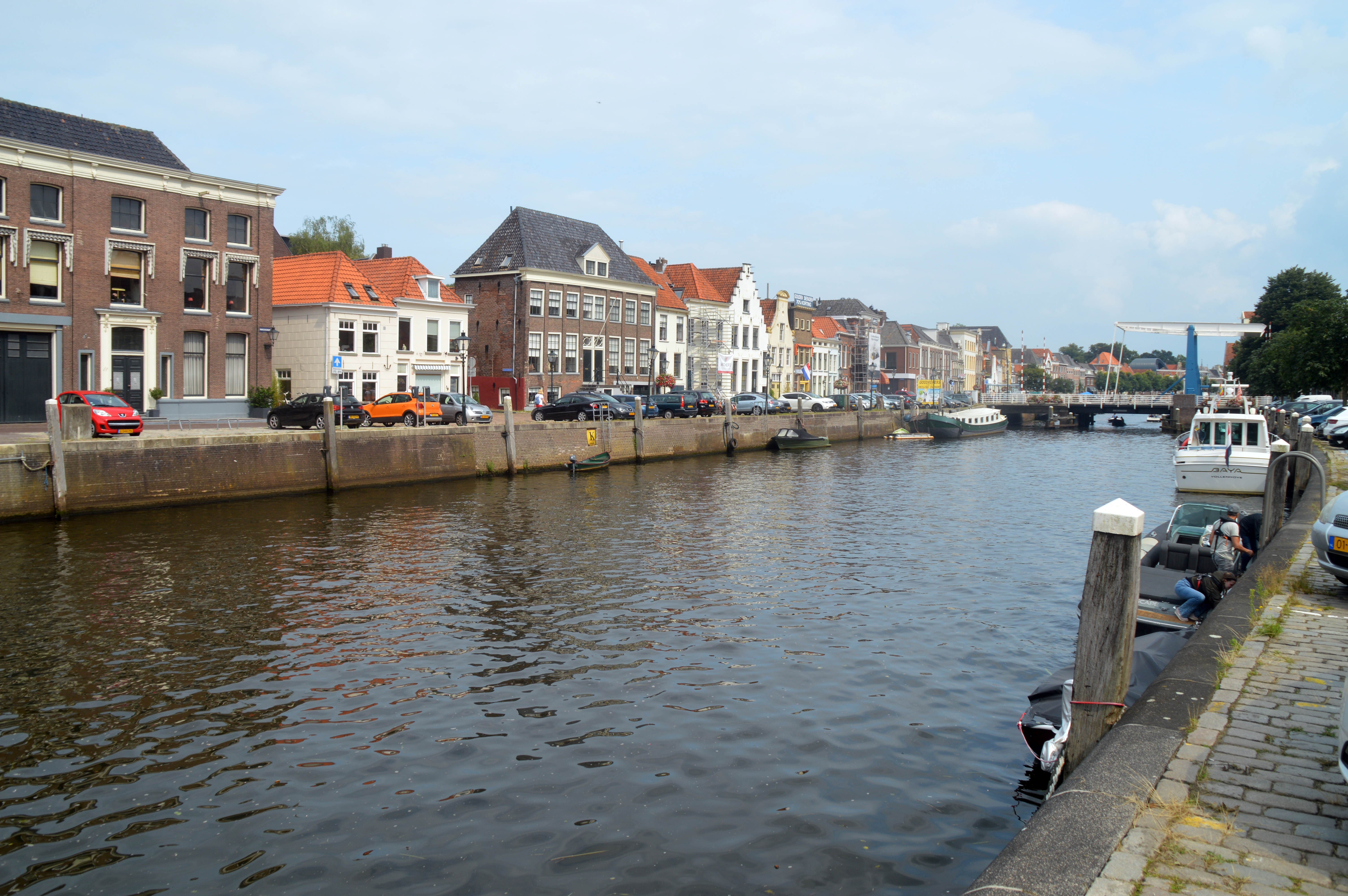
Thorbeckegracht en de Vispoortbrug

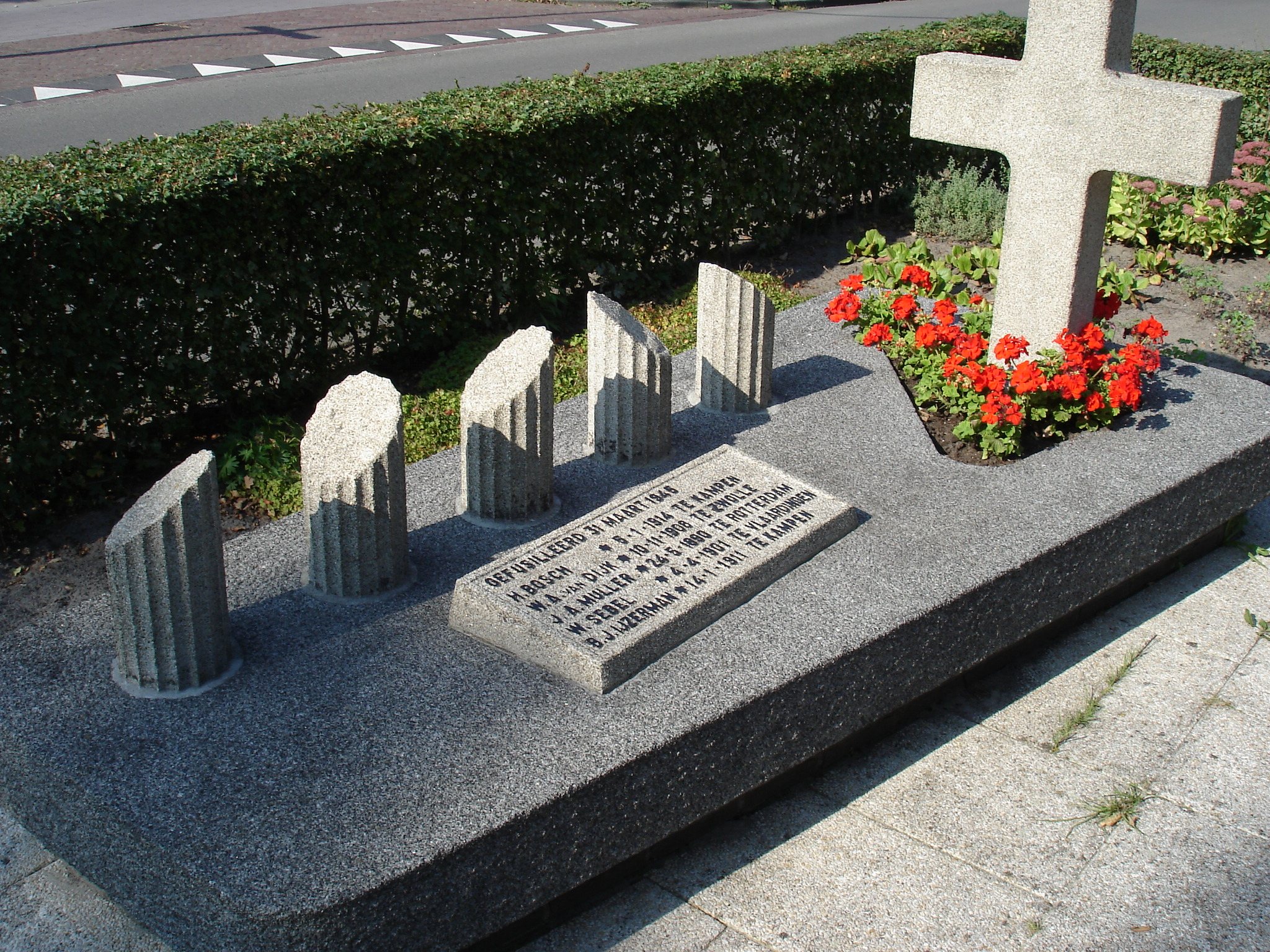
Monument aan de Meppelerstraatweg

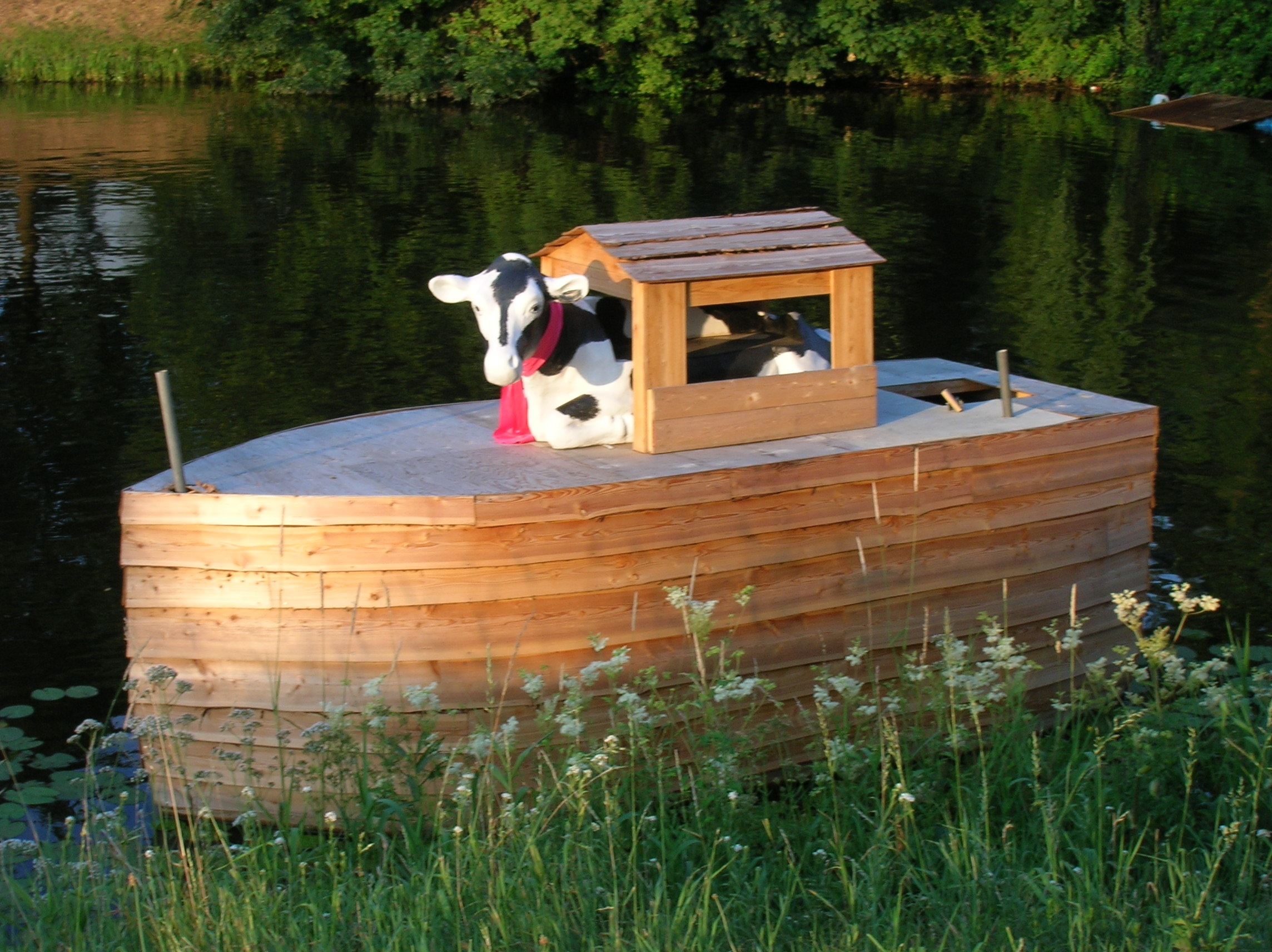
Een kunstkoe op de Nieuwe Vecht

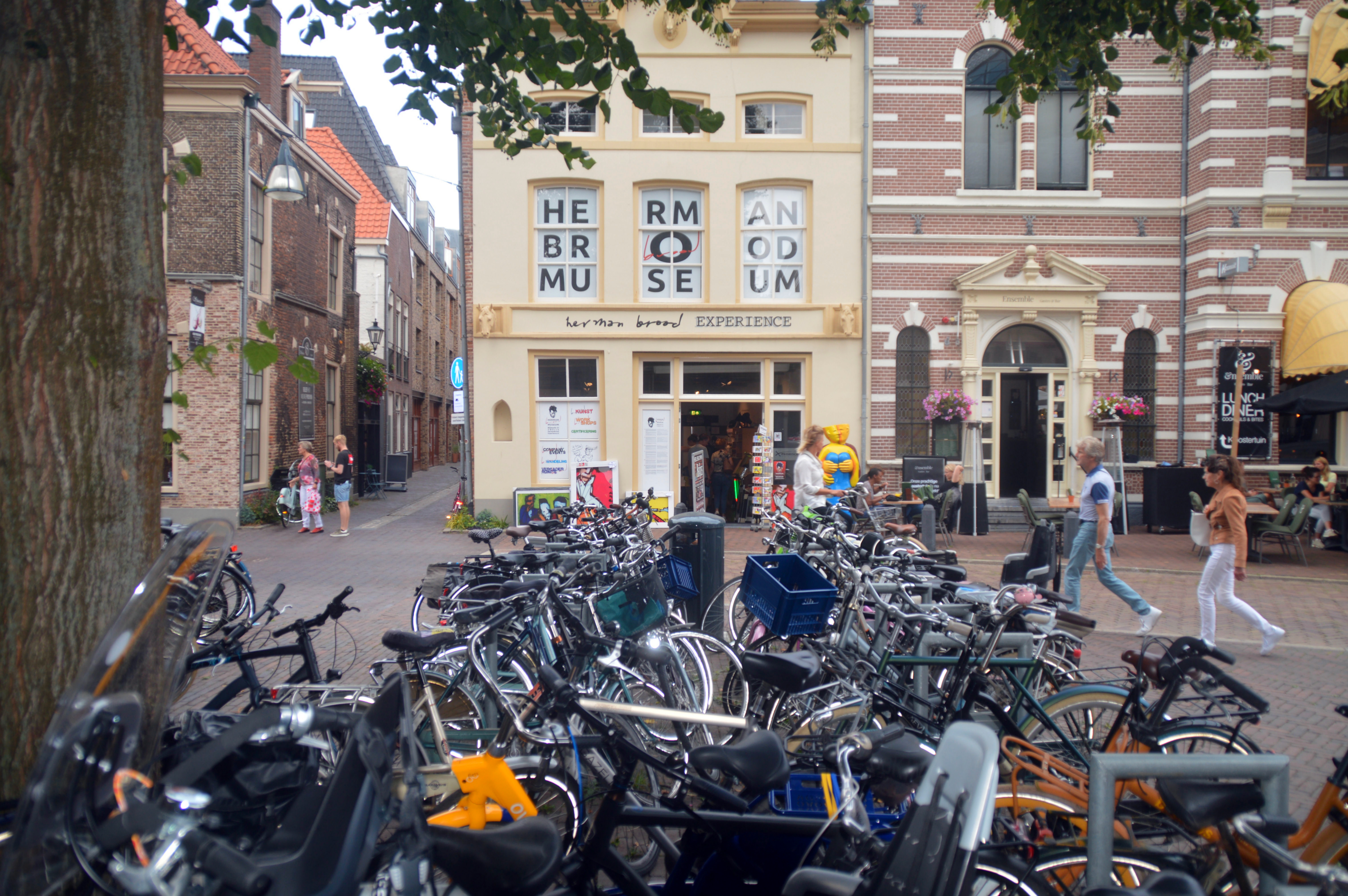
Herman Brood Museum & Experience

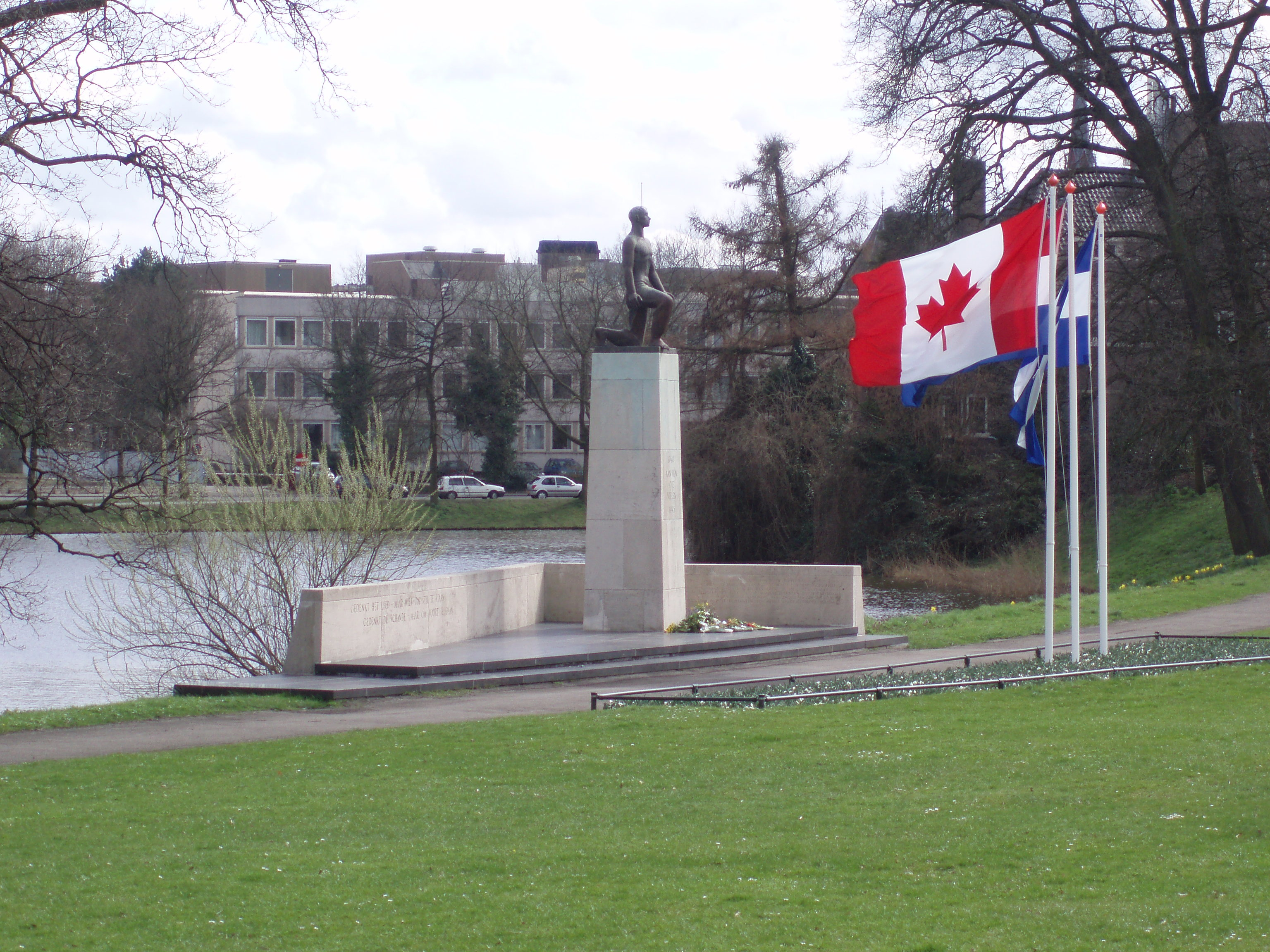
Het Oorlogsmonument Zwolle

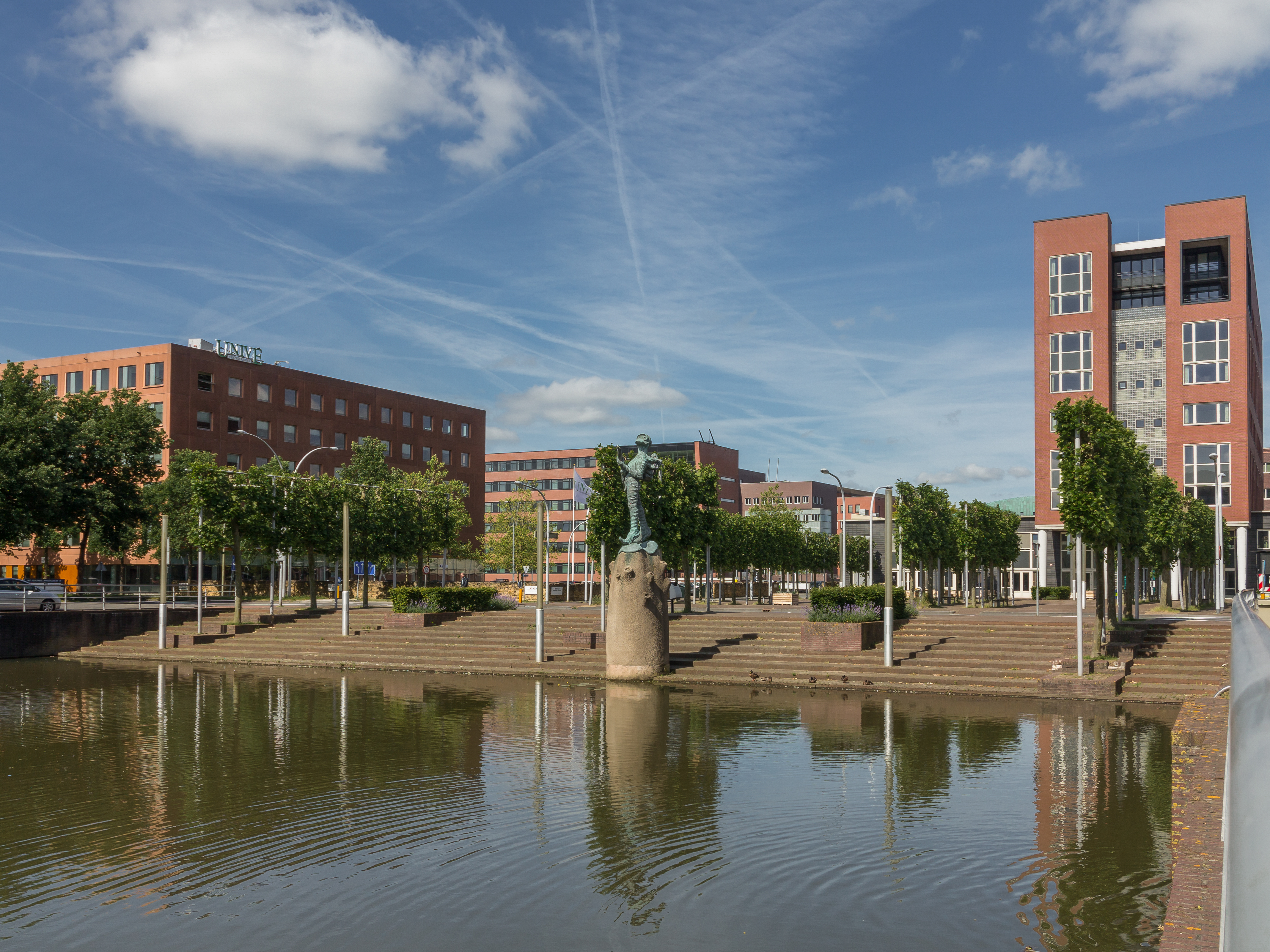
Sculptuur bij het Hanzeplein

In Zwolle zijn veel oude en monumentale bouwwerken bewaard gebleven. Er is een actieve historische vereniging die zich inzet voor behoud en reconstructie van oude gebouwen en stadsgezichten. Hierdoor heeft Zwolle een goed geconserveerde oude stadskern binnen zijn grachten. De binnenstad is een beschermd stadsgezicht.

### Religieuze architectuur
- Basiliek van Onze Lieve Vrouwe Tenhemelopneming, een middeleeuwse kruiskerk uit 1394 aan de Ossenmarkt.
- Peperbus, een Laatgotische toren uit 1454 behorende bij de Basiliek van Onze Lieve Vrouw ten Hemelopneming.
- Grote of Sint-Michaëlskerk, een driebeukige hallenkerk uit 1406 in de stijl van de Nederrijnse gotiek.
- Gereformeerde Zuiderkerk, gebouwd in 1924 naar een ontwerp van architect J.H. van der Veen.
- Dominicanenkerk met aangrenzend het Dominicanenklooster.
- Broerenkerk aan het Broerenkerkplein, waarin sinds medio 2013 een boekverkoper is gevestigd.
- De Synagoge is een eclectisch gebouw dat werd gerenoveerd nadat het na de Tweede Wereldoorlog verwaarloosd werd.
- De Ghulzar-e-Madina moskee is een moderne moskee in het westen van Zwolle met twee minaretten.

### Burgerlijke architectuur
- Het Stadhuis van Zwolle bestaat uit een 15e-eeuws gedeelte en een modern gedeelte (1975).
- Het Vrouwenhuis herbergt sinds 1987 een kunsthistorisch museum met dezelfde naam. Het grote pand werd gedurende 250 jaar gebruikt als bejaardentehuis voor vrouwen en dit tot 1984.
- Het Karel V-huis (Hof van Ittersum) is een in renaissancestijl gebouwd patriciërshuis met een weelderig versierde gevel.
- Het Witte Kruis, een gebouw van historische waarde door zijn lijstgevel en in het bijzonder door zijn onderpui. Deze werd in 1904 in Jugendstil opgetrokken.
- De Witte Leeuw werd in 1666 in classicistische stijl opgetrokken als bierbrouwerij en woonhuis in opdracht van bierbrouwer Albert Brouwer.
- Het Drostenhuis is een 16e-eeuwse voormalige regentenwoning die ANNO huisvest.
- Een pakhuis met overblijfselen van een middeleeuwse muurtoren.
- In de Koningin Wilhelminastraat, even buiten het centrum, bevinden zich verscheidene Jugendstilhuizen.
- Het station Zwolle is een treinstation uit 1866.
- Het Openluchtbad is een groot zwembad uit 1934 dat in 1991 tot Rijksmonument is verklaard.
- Het Isala ziekenhuis is ontworpen door architect Max van Huut in de organische architectuur.

### Verdedigingswerken
- Restanten van de stadsmuur die in vroeger tijden de gehele stad ommuurde. Oorspronkelijk waren er 23 torens opgenomen in de muur. De Wijndragerstoren en de Pelsertoren zijn helemaal bewaard gebleven, de Zwanentoren gedeeltelijk bewaard gebleven.
- Sassenpoort, de enige geheel bewaard gebleven poort van de oorspronkelijk zes poorten in de stadsmuur en van buitengewoon (inter)nationaal cultuurhistorisch belang.
- Diezerpoort, een poort uit 1475 waarvan restanten bewaard zijn gebleven.
- Steenpoort, een stadspoort uit 1488 waarvan restanten bewaard zijn gebleven.

### Molens
Er zijn in Zwolle twee molens bewaard gebleven.
- Molen De Passiebloem, een achtkantige stelling-oliemolen met voorraadschuren uit 1776.
- Windesheimer molen, een windkorenmolen uit 1747.

### Bruggen
- Hoge Spoorbrug, een voetgangers- en fietsersbrug uit 1883 over het spooremplacement (een rijksmonument).
- IJsselbrug, een stalen boogbrug uit 1947 over de IJssel.
- Stenen Pijp uit 1966, deze verbindt de oude binnenstad met de Diezerpoort.
- Nieuwe IJsselbrug uit 1968.
- Pelserbrugje, een wipbrug uit 1686, maar in 1974 opnieuw gebouwd, nu voor fieters en voetgangers.
- Mastenbroekerbrug uit 1998.
- Vispoortbrug, in de oude binnenstad.
- Diezerpoortbrug, in de oude binnenstad.
- Mennistenbrug, genoemd naar Jan van den Mennisten. Deze brug over de Nieuwe Vecht verbindt de Turfmarkt met de Zeeheldenbuurt.
- Vechtbrug over de Nieuwe Vecht, verbindt de Wipstrik met de Diezerpoort.
- Hanekampbrug uit ca. 1958 over het Almelosekanaal, verbindt de wijken Assendorp en Wipstrik
- Schoenkuipenbrug over het Almelosekanaal en de Stadsgracht, verbindt het Groot Wezenland met de Turfmarkt
- Twistvlietbrug, een brug uit 1999 die de woonwijken Holtenbroek en Stadshagen met elkaar verbindt en enkel toegankelijk is voor voetgangers, fietsers, lijnbussen en taxi's.
- Hanzeboog, een spoorbrug uit 2011 over de IJssel naar Lelystad en Amersfoort.

### Begraafplaatsen
- Algemene Begraafplaats Meppelerstraatweg uit 1824 met graven van Rhijnvis Feith en Johannes ter Pelkwijk.
- Rooms-katholiek kerkhof uit 1841 met een gietijzeren kruisbeeld uit 1853 en een oude muur waarop onder meer de muurvaren groeit.
- Joodse begraafplaats uit 1885.
- Algemene Begraafplaats Kranenburg, een algemene begraafplaats die in 1933 in gebruik werd genomen, omdat er ruimtegebrek was ontstaan op Begraafplaats Meppelerstraatweg.
- Begraafplaats Bergklooster op de plek van het oude klooster van de kloosterorde gesticht door Thomas a Kempis.
- Begraafplaats Het Heilige Kruis is de oudste buitenkerkelijke begraafplaats van de stad.
- Begraafplaats Westenholte-Voorst[25]
- Graf van Lepejou, een graf van een tot slaaf gemaakte op het landgoed van Huize Arnichem.

### Uitgaan
- Hedon, een poppodium
- De Spiegel, een theater dat plaats biedt aan duizend mensen
- Odeon, een theater
- Pathé Zwolle, een bioscoop die in 2017 opende aan de Pannekoekendijk; opvolger van Cinema De Kroon, waarvan de eerste vestiging in 1911 werd geopend aan de Diezerstraat
- MAC³PARK stadion, het voetbalstadion van PEC Zwolle
- Eureka, een sociëteit met (pop)podium, (eet)café, oefen- en atelierruimte

### Musea
- Stedelijk Museum Zwolle (gesloten sinds 2017)
- ANNO (voortzetting Stedelijk Museum, sinds 2022)
- Museum de Fundatie
- Het Vrouwenhuis
- Bonami Games & Computers Museum
- Herman Brood Museum & Experience

### Monumenten
- Oorlogsmonument Zwolle, een monument in het Ter Pelkwijkpark ter nagedachtenis aan alle Zwollenaren die om zijn gekomen door oorlogshandelingen in de Tweede Wereldoorlog.
- Monument aan de Meppelerstraatweg, een monument ter nagedachtenis aan drie inwoners van Zwolle en twee inwoners uit Kampen, die op 31 maart 1945 zijn gefusilleerd als represaille voor een aanslag op een spoorlijn (verzetsdaad).
- Monument op de schietbaan Berkum, een monument dat is opgericht ter nagedachtenis aan zeven mensen waaronder enkele verzetsstrijders die op 13 oktober 1944 zijn gefusilleerd als represaille voor een verzetsdaad.
- Indiëmonument, in het park Eekhout, opgericht ter nagedachtenis aan gevallen militairen en burgers gedurende de Japanse bezetting en de Indonesische onafhankelijkheidsstrijd.

Zie ook
- Lijst van rijksmonumenten in Zwolle (gemeente)
- Lijst van rijksmonumenten in Zwolle (plaats)
- Lijst van gemeentelijke monumenten in Zwolle
- Lijst van oorlogsmonumenten in Zwolle

## Topografie

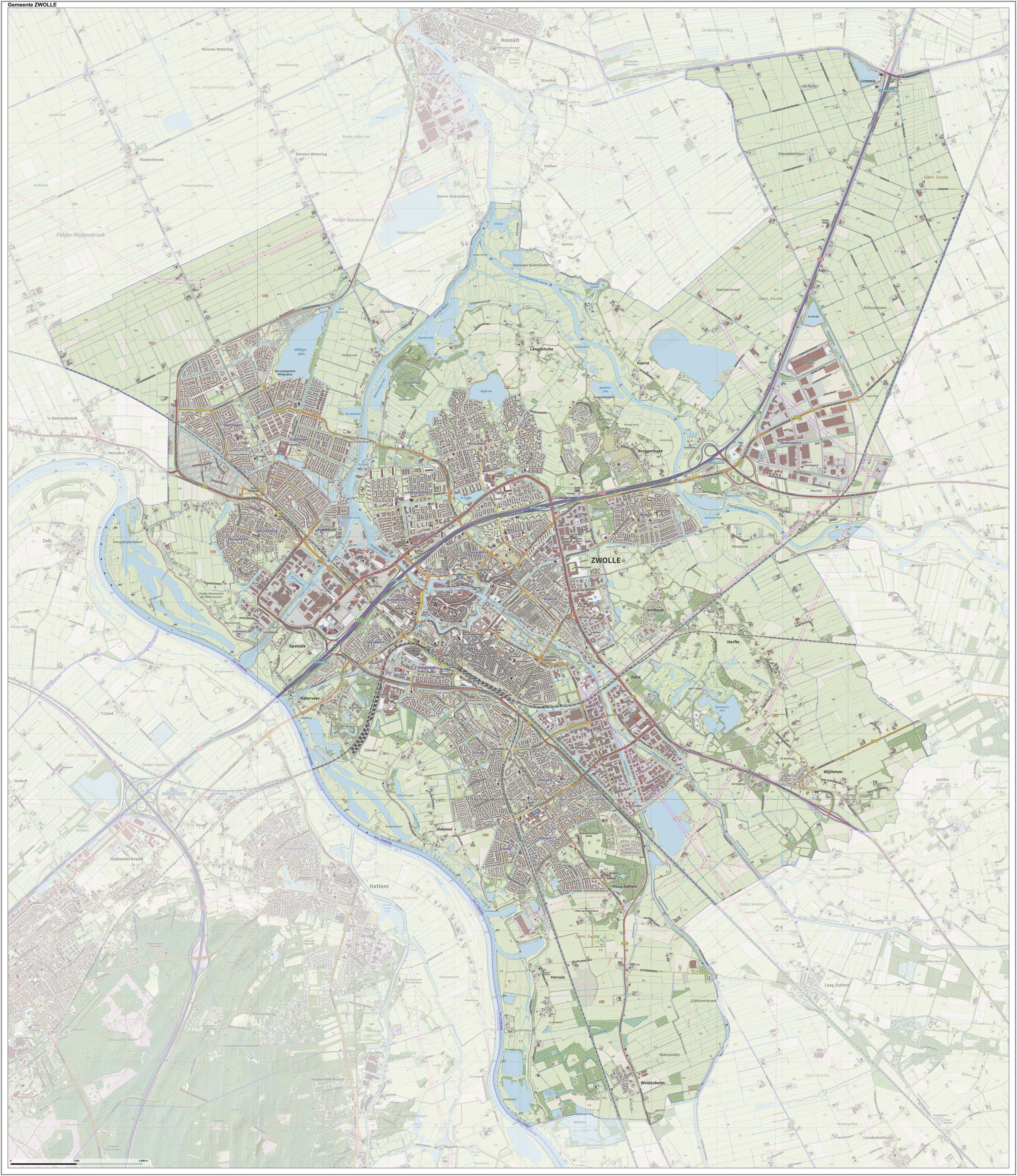
Topografische gemeentekaart van Zwolle, september 2023

### Wijken
Zwolle kent deze wijken:
- Aa-landen
- Assendorp
- Berkum
- Binnenstad
- Diezerpoort
- Frankhuis
- Hanzeland
- Herfte
- Holtenbroek
- Kamperpoort
- Oosterenk
- Stadshagen
- Spoolde
- Veerallee
- Voorst
- Westenholte
- Wijthmen
- Windesheim
- Wipstrik
- Zwolle-Zuid
- Willemskwartier (in ontwikkeling)

### Aangrenzende gemeenten
| Aangrenzende gemeenten | Aangrenzende gemeenten | Aangrenzende gemeenten | Aangrenzende gemeenten | Aangrenzende gemeenten |
| ---------------------- | ---------------------- | ---------------------- | ---------------------- | ---------------------- |
| Kampen                 |                        | Zwartewaterland        |                        | Staphorst              |
|                        |                        |                        |                        |                        |
| Hattem (Gld)           | Dalfsen                |                        |                        |                        |
|                        |                        |                        |                        |                        |
| Heerde (Gld)           |                        | Olst-Wijhe             |                        | Raalte                 |